# Таємниці Тихого океану
Таємниці Тихого океану (англ. South Pacific) — документальний фільм, відомий серіал BBC, який найбільш повно репрезентує різноманіття і своєрідну унікальність природи Тихого океану.
6 травня 2009 року BBC Worldwide випустила короткий кліп про серфінгіста Ділана Лонгботтома, який займається серфінгом на великих хвилях у сповільненій зйомці з високою роздільною здатністю, як прев'ю серіалу, що викликало надзвичайно позитивну реакцію на відеохостингу YouTube.

## 1 серія. «Океан островів»
Телевізійний ефір у Великій Британії відбувся 10 травня 2009 року, телефільм переглянуло 2,49 млн глядачів (9,2 % загальної телеаудиторії).
«Океан островів» (англ. Ocean of Islands). Вступ і загальний географічний огляд Тихого океану та сюжетів наступних епізодів серіалу. Тихий океан — це найбільший океан планети, площа якого дорівнює майже половині всіх поверхневих вод. Лише 1 % його акваторії займають острови, переважно вулканічного походження.
- [1:45] Морські хвилі, прибій, як важливий фактор руйнації островів. Показане катання на серфі.
- [7:20] Острів Маккуорі, на південь від Нової Зеландії — останній шматочок суходолу на шляху до Антарктиди, чий вплив тут достатньо відчутний. Навколишні води острова багаті на рибу завдяки холодній течії Західних вітрів, що збагачує води киснем і поживними речовинами. Острів слугує місцем сезонного парування для великої кількості морських слонів і королівських пінгвінів.
- [12:45] Галапагоські острови (Чилі), що лежать на екваторі багаті своїм біорізноманіттям завдяки холодній Перуанській течії, що є продовженням Чилійської, яка сама є відгалуженням течії Західних вітрів. Тут регулярно, раз на декілька років, теплі води із заходу відхиляють холодні на південь теплими, так починається сезон Ель-Ніньйо. Показане життя морських левів і галапагоських пінгвінів.
- [16:50] Острів Метома (Вануату). Найбільше сухопутне безхребетне (до 4 кг ваги) — краб пальмовий крадій, що харчується вночі кокосовими горіхами багатими на протеїни.
- [21:10] Тропічні циклони виступають тим фактором, що допомагає долати ізоляцію на островах, розширює ареали тварин і рослин.
- [22:15] Гавайські острови (США). Архіпелаг є однією з найбільш ізольованих острівних груп у світі. Гавайські дрозофіли — приклад еволюційної радіації (утворилось більше 1 тис. ендемічних видів з одного інвазивного). Дивовижна поведінка місцевої хижої гусені, що пристосувались до полювання на двокрилих.
- [27:50] Острів Пентекост (Вануату). Стрибки донизу головою на розпушену ріллю з прив'язаними ногами до ліани — традиційний обряд «нагхол» місцевих аборигенів на свято врожаю, що надихнув сучасних екстремалів до створення бейс-джампінгу.
- [32:00] Острови Банкс (Вануату). Традиційний жіночий танок у воді.
- [33:15] Самоа. Збирання місцевими жителями палоло, личинок морських поліхет, що підіймаються з глибини на поверхню, під час листопадового повного місяцю.
- [35:25] Френч-Фрігейт-Шолс (Гавайський архіпелаг). Сезонне полювання тигрових акул на молодих альбатросів.
- [38:35] Острів Анута (Соломонові Острови). Показані риболовля та землеробство місцевих мешканців.
- [43:50] Острів Пасхи, або Рапануї (Чилі). Історія переексплуатації природних ресурсів рапануйцями та згасання цивілізації, що зводила величні моаї.
- [46:40] На контрасті показане полювання на морських крячків анутійців, що не знищили середовище для існування впродовж 400-річної історії перебування на острові.

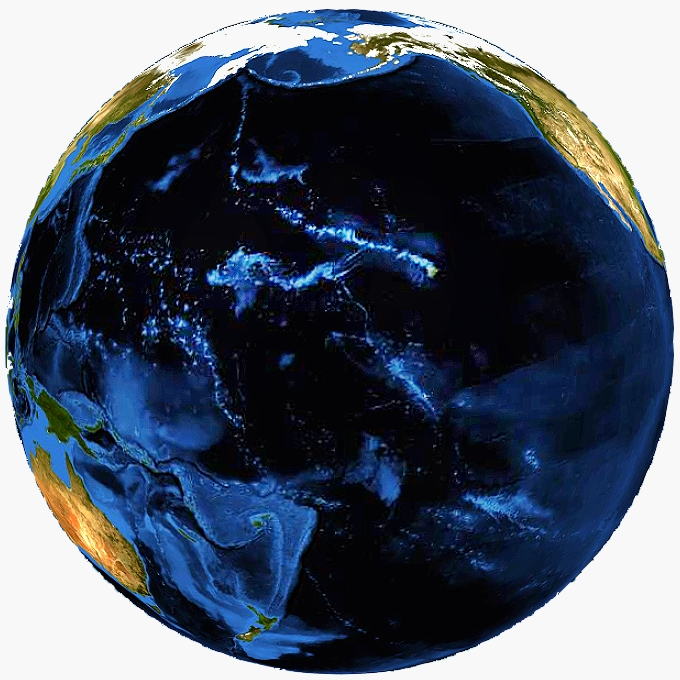
«Тихоокеанська» півкуля Землі
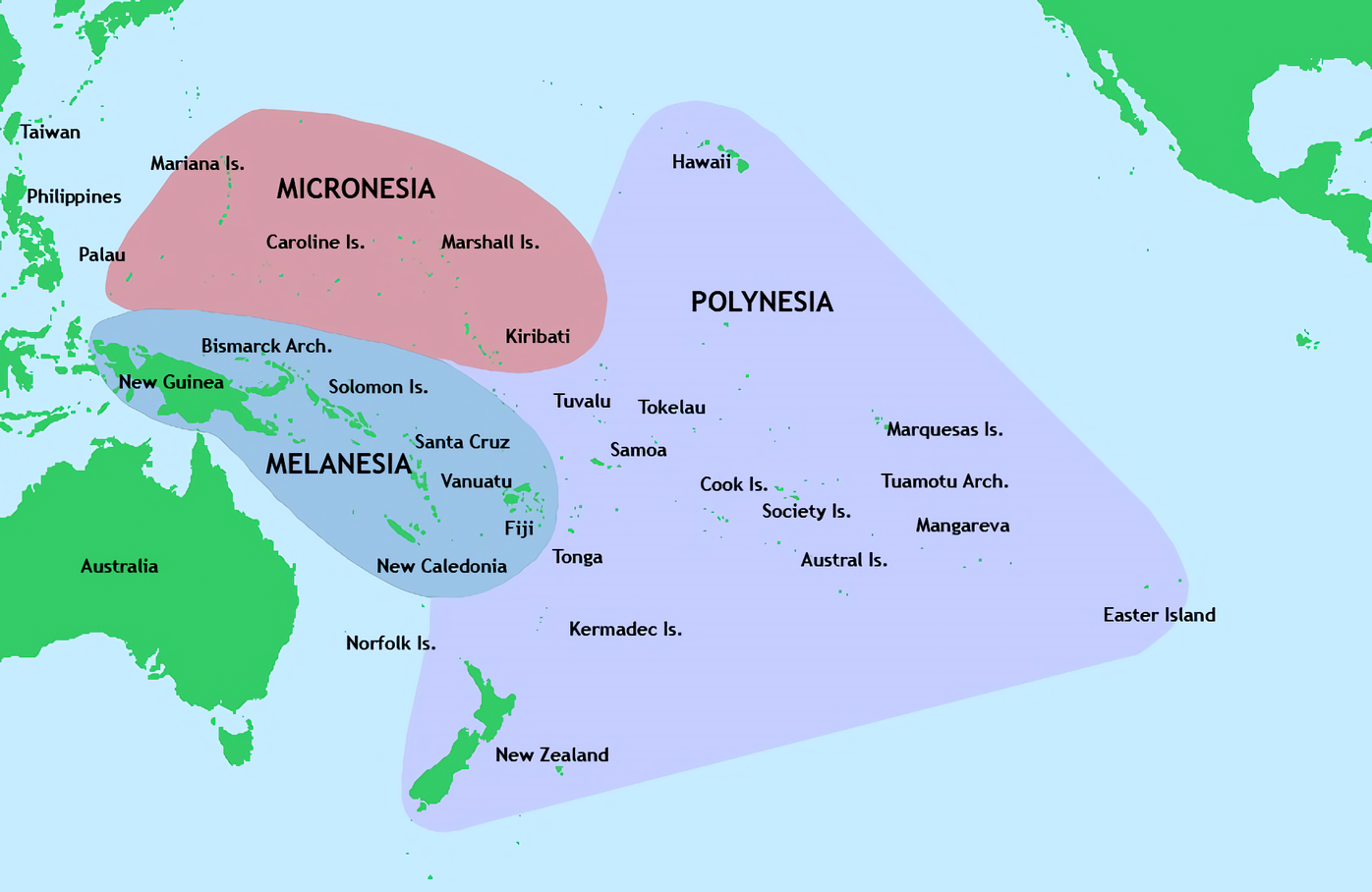
Регіони Океанії (англ.)
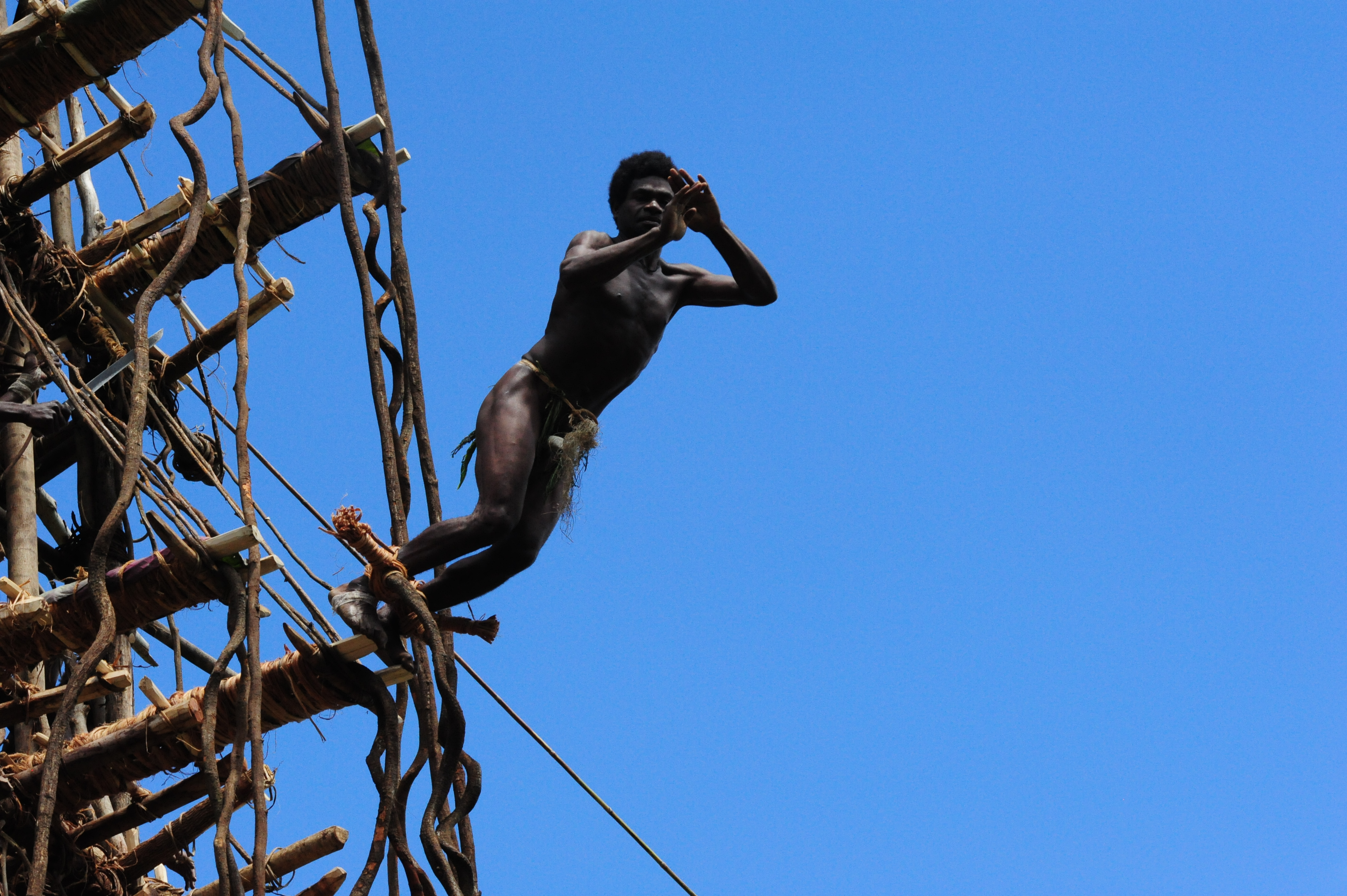
Стрибки нагхол
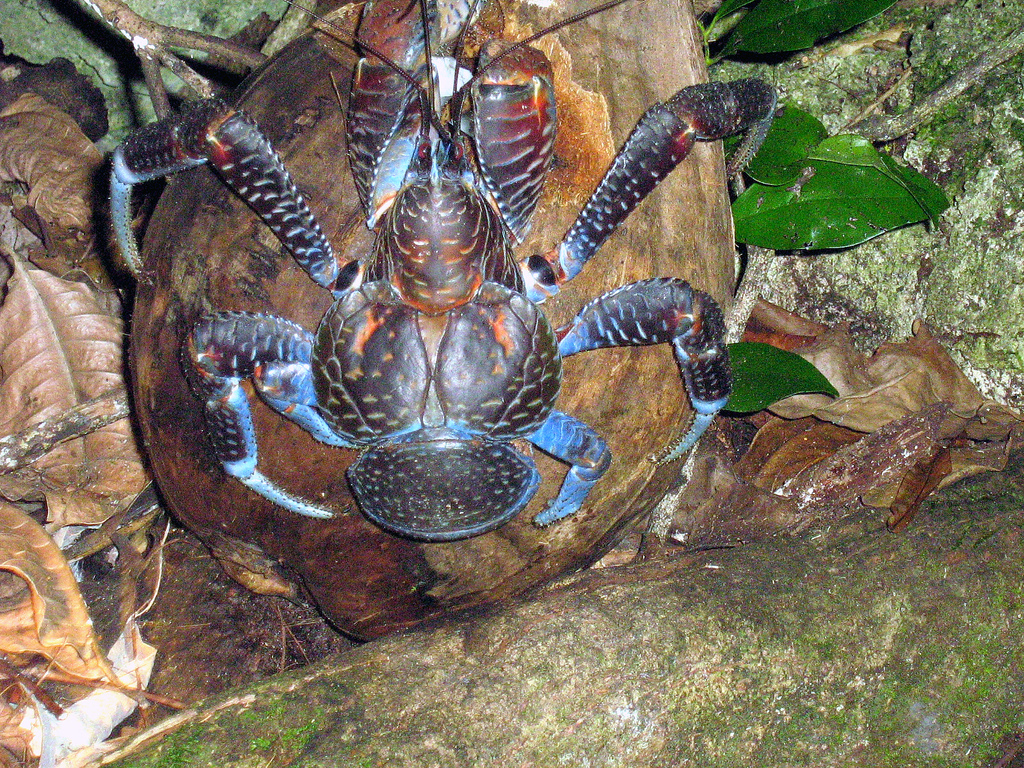
Краб пальмовий крадій на кокосі
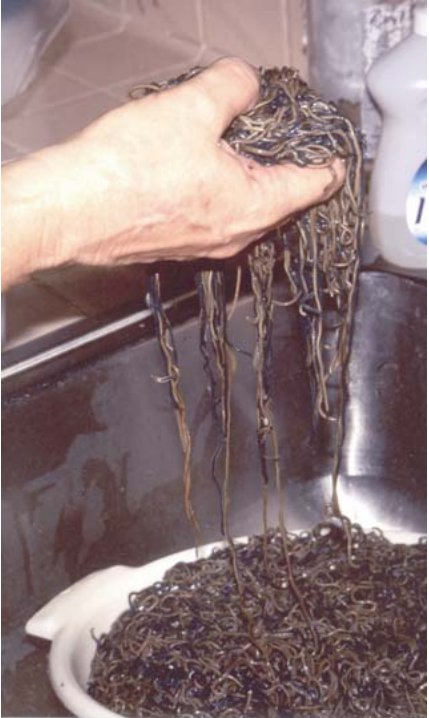
Виловлене палоло

Додаткові матеріали: «Хвилі монстри». Десятихвилинний фільм про знімання хвиль з-під води у сповільненій швидкості (заголовні кадри фільму).  Знімали на узбережжі острова Понпеї (Каролінські острови), де обвал хвиль ідеальний для серфінгу. Відеооператор Балі Стрікланд (англ. Bali Strickland), проводив знімання на камеру, розроблену Руді Дізелем (англ. Rudi Diesel), що була в чотири рази більша за його звичайна камера. У герметичному корпусі знаходилася камера високої чіткості в прискореному темпі, щоб відтворення було уповільненим. У зніманні брав участь продюсер телесеріалу Г'ю Корді, а на дошці катався відомий серфер Ділан Лонгботтом (англ. Dylan Longbottom).

## 2 серія. «Переселенці»
Телевізійний ефір у Великій Британії відбувся 17 травня 2009 року, телефільм переглянуло 2,58 млн телеглядачів (9,6 % загальної телеаудиторії).
«Переселенці» (англ. Castaways). Епізод присвячений міграціям тварин, рослин і людей, заселенню архіпелагів і островів Тихого океану.
- [2:00] Нова Гвінея — найбільший тропічний острів планети. Для більшості переселенців цей острів був стартовим майданчиком. Це дивовижний ендемічний світ 38 видів райських птахів, що пожертвували льотними характеристиками на догоду красі, кожного двадцятого виду комах, 300 видів ссавців і приблизно стільки ж плазунів. Показані голдієвий райських птах, довгоноса єхидна, деревний кенгуру, деревний гекон.
- [6:40] Люди з'явилися на Новій Гвінеї 40 тис. років тому. Показана сцена обряду скарифікації, ініціації юнаків у папуасів.
- [10:50] Соломонові острови. Розповідь про міграції меланезійців. Показані гребенястий крокодил, що живе у морській воді; життя коралового рифу. У навколишніх водах на морських окунів груперів на нересті полює сіра рифова акула. Показані міграції мальків окуня та морський планктон.
- [18:00] У водоймах Соломонів розводять прісноводних вугрів задля їхнього очищення.
- [21:00]. 18 видів летючих собак слугують поширенню рослин островами, вони переносять у собі неперетравлене насіння з Нової Гвінеї на сусідні архіпелаги.
- [22:30] Фіджі — найбільший архіпелаг в центрі Південної Пацифіки. Половина біорізноманіття його має спільне з Соломонами. Ссавці представлені лише летючими собаками, тому екологічну нішу комахоїдних зайняли гігантські багатоніжки. Пуп'явки дереволазних жаб розвиваються безпосередньо в ікринках в умовах дефіциту прісної вологи. П'ятнистобрюха фіджійська ігуана.
- [27:45] Цунамі як головний чинник заселення островів тваринами на плавучих островах із купи вирваних з ґрунту дерев.
- [30:15] Понпеї (ФШМ). Руїни закинутого міста Нан-Мадола культури лапіта, складені з шестигранних базальтових брил. Носії цієї археологічної культури заселили Фіджі 3,5 тис., Гаваї 2 тис. років тому. Показані традиційні каное-катамарани меланезійців-мореплавців з клешнеподібними вітрилами на яких вони здійснювали свої морські подорожі.
- [34:50] Французька Полінезія. Морські птахи — головні поширювачі насіння рослин (окрім великих кокосових горіхів, що здатні плавати на поверхні моря) та його удобрювачі на віддалених архіпелагах Полінезії. Крячок строкатий може літати без посадки 4 роки.
- [38:50] Гавайські острови — найдовший тихоокеанський архіпелаг, що простягнувся на 3 тис. км. Украй ізольований, його населяє невелика кількість видів тварин. Лише 500 видів змогли дістатись цього вулканічного пасма за 30 млн років його існування. Острови вкривають зарості деревовидної папороті. Павуки мандрують між островами в повітряних потоках на власній павутині як під вітрилами. Гавайські медососи — чудовий приклад ендемічної острівної радіації.
- [42:40] Тропічні циклони й стратосферні потоки переносять комах і маленьких тварин на сотні км. Деревний гекон як один з синантропних мігрантів, що заселив острови разом з людиною.

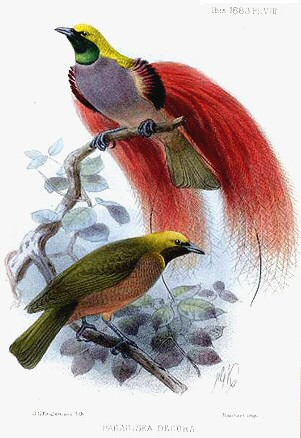
Голдієвий райський птах
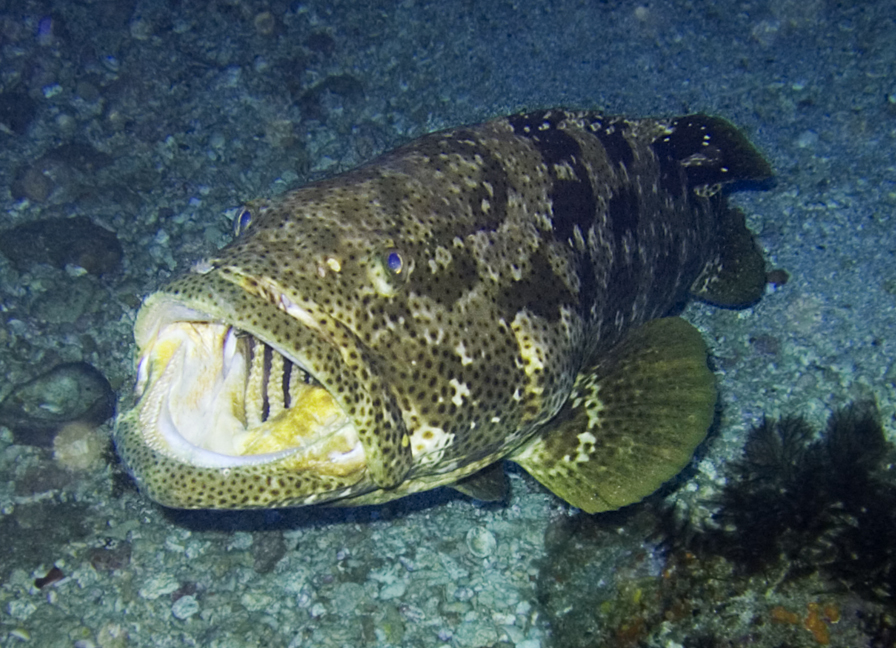
Групер
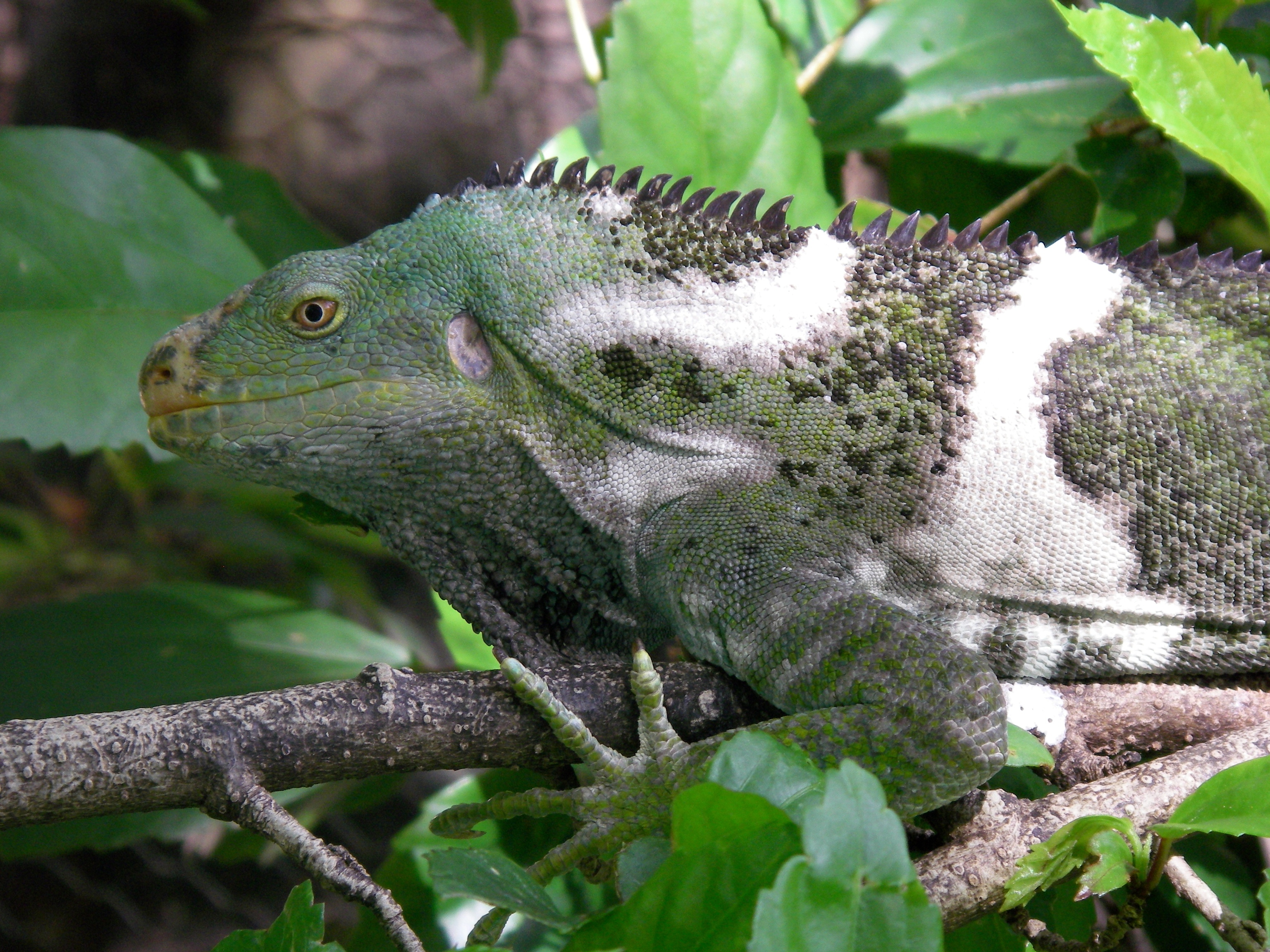
П'ятнистобрюха фіджійська ігуана
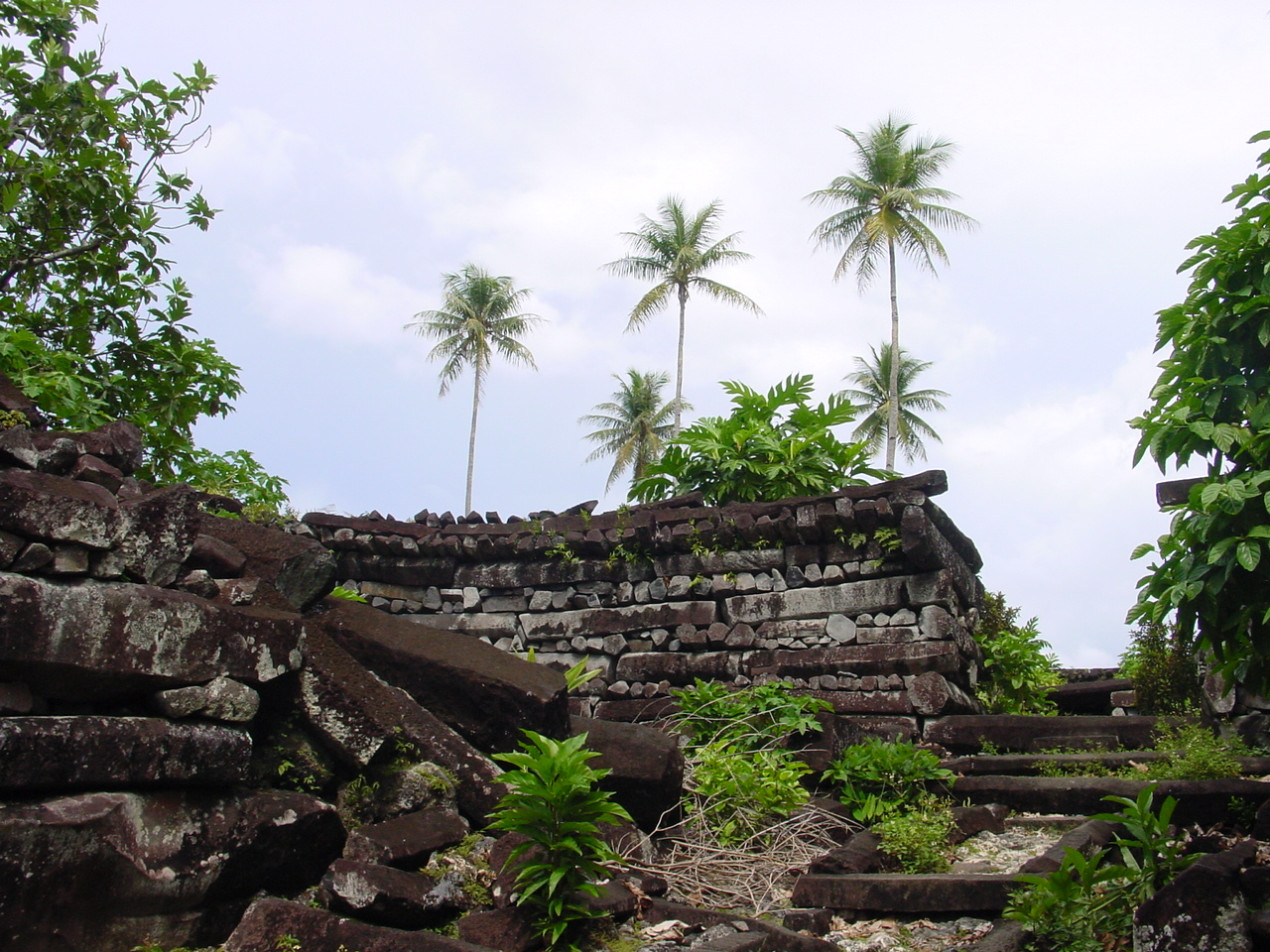
Нан-Мадол
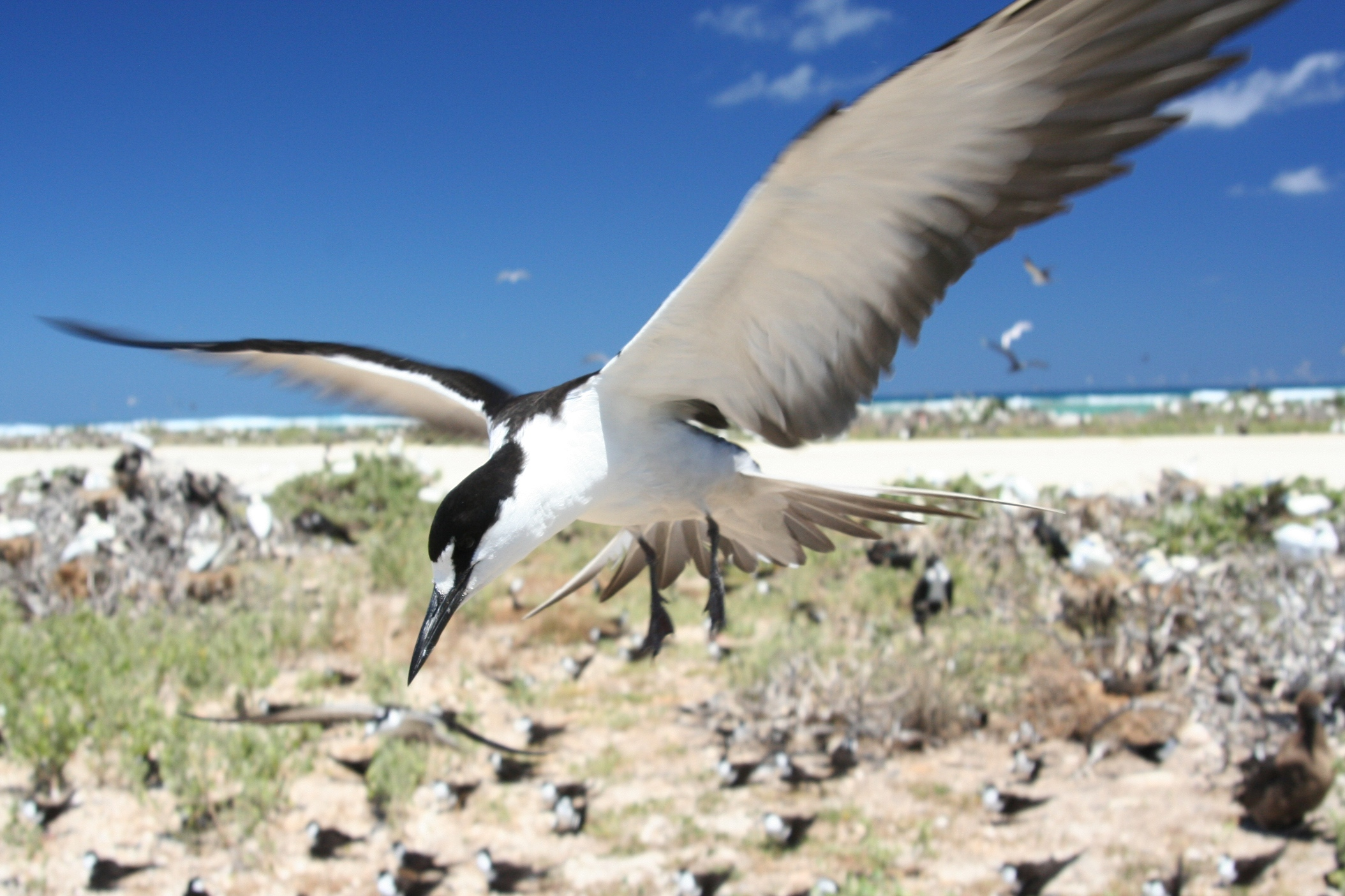
Крячок строкатий
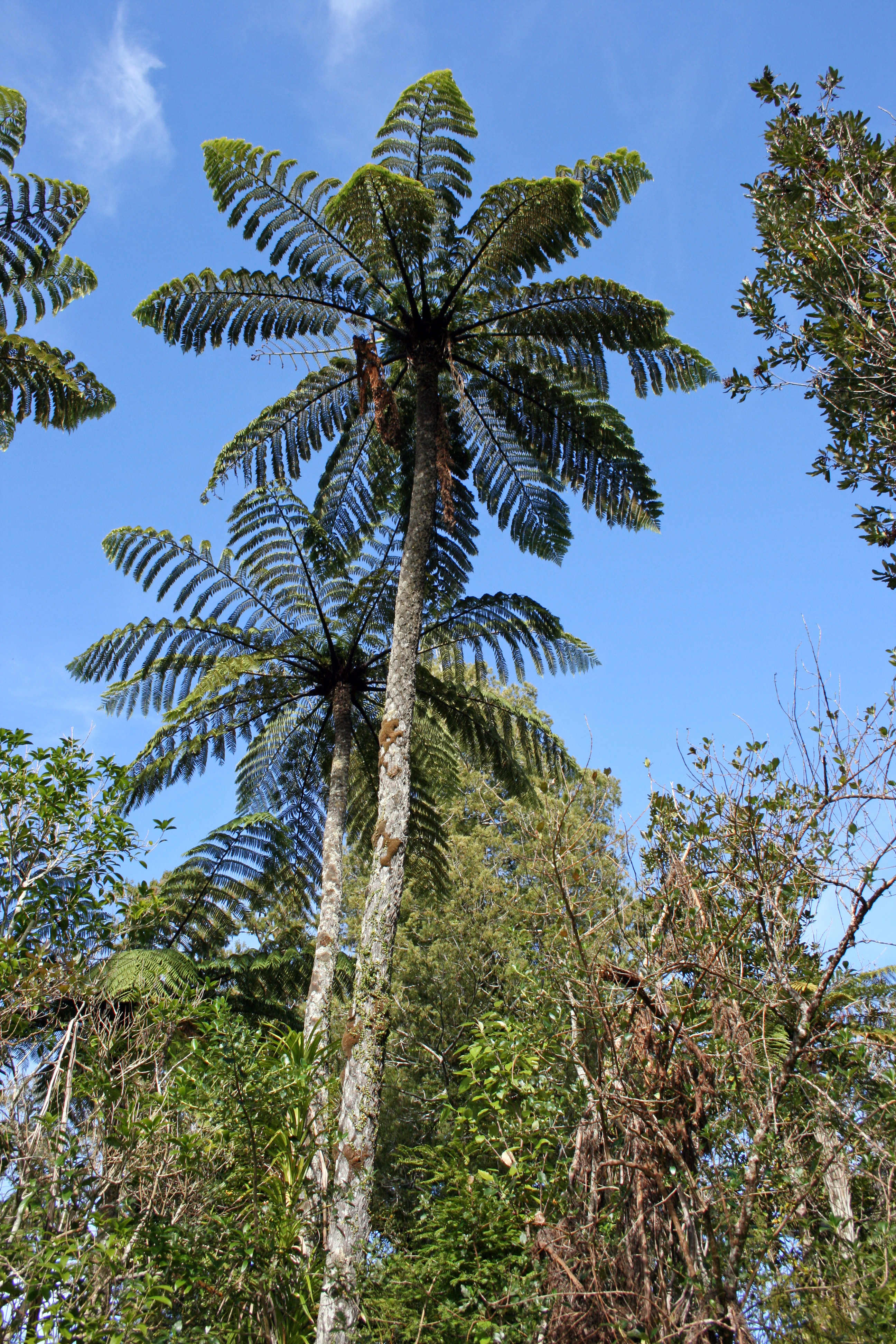
Деревовидна папороть

## 3 серія. «Безмежна синява»
Телевізійний ефір у Великій Британії відбувся 24 травня 2009 року, телефільм переглянуло 1,42 млн телеглядачів (5,3 % загальної телеаудиторії).
«Безмежна синява» (англ. Endless Blue). Епізод присвячений тропічній смузі «океанічних пустель». Сюжет будується навколо реальної історії поневірянь екіпажу американського китобійного судна «Ессекс», яке наприкінці 1820 року в екваторіальній частині океану розтрощив кашалот. Ця історія лягла в основу гостросюжетного роману Германа Мелвілла «Мобі Дік».
- [3:20] Кашалоти, ці вічні мандрівники, збираються на парування й вирощування малюків з помірних широт багатих їжею до теплих тропічних пустельних, в яких, косатки, єдині вороги цього виду (якщо не рахувати людину), не здатні себе прогодувати, отже завдати шкоди малечі кашалотів.
- [4:05] Подано опис китобійного промислу в XIX столітті. Початок розповіді про виживання потопельників.
- [7:50] Термоклин теплої, а отже бідної на розчинений кисень, води перешкоджає апвелінгу поживних речовин з глибин, перетворюючи ці води на чисту блакитну пустелю позбавлену планктонних організмів, основи всіх харчових ланцюгів в океані.
- [8:35] Риба морський чорт.
- [9:35] На контрасті показані навколишні води Галапагоських островів, що кишать життям завдяки Перуанській холодній течії. Показані морські леви, що харчуються серед великих зграй риб, галапагоські пінгвіни, гігантський скат манта.
- [14:50] Нічна міграція до поверхні глибинних організмів. Показані яскрава біолюмінесценція прозорих тварин, зграї кальмарів, дивні симбіози креветок з піросомами, медуз із личинками омарів.
- [16:45] Тропічні кіти гринди чудові пірнальники на глибину в пошуках кальмарів.
- [17:30] Довгоморді акули особливо агресивні у пустельних водах.
- [19:50] Френч-Фрігейт-Шолс (Гавайські острови). Фрегати — морські птахи, що недалеко відлітають від суходолу. Гніздування чорноногих альбатросів. Полювання фрегатів на пташенят темного крячка.
- [24:30] Показане життя підводної оази — коралового рифу. Дивовижні корали гаргонії.
- [26:20] Риби зебрасоми очищують від водоростей панцир морської черепахи, які мандрують тисячі кілометрів океаном, щоб вилізти саме на той берег, де вони народились, й відкласти яйця. Молоді альбатроси намагаються злетіти над водою, де на них вже чатують тигрові акули.
- [34:15] Кашалоти з народженими малюками мігрують до багатих вод Нової Зеландії на відгодівлю.
- [36:10] Нова Зеландія. Підводні ліси ламінарії, морської капусти. Величезні зграї темних дельфінів поблизу узбережжя Південного острова Нової Зеландії. Щоб пірнути на глибину за кальмарами кашалоти довго набирають повітря до легень.
- [41:40] Кінець історії шлюпки з «Ессекса».
- [43:00] Сучасна історія порятунку кашалота, що застряг на мілині.

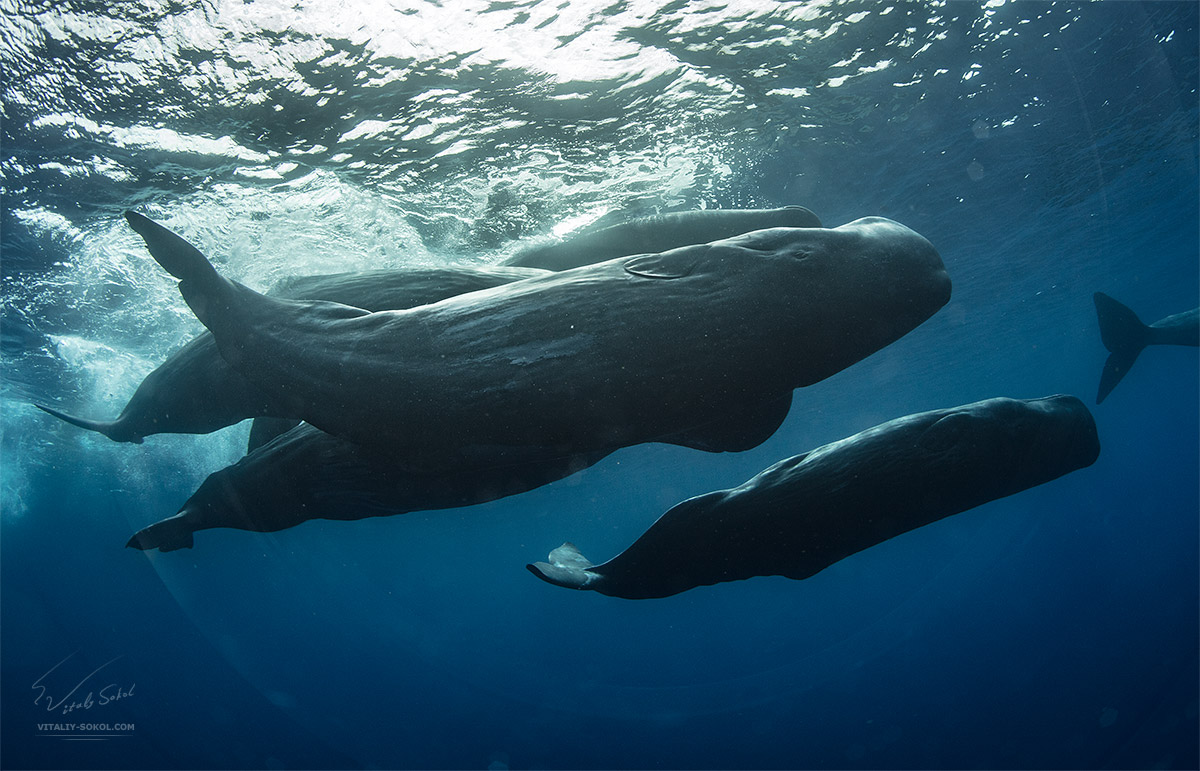
Кашалоти
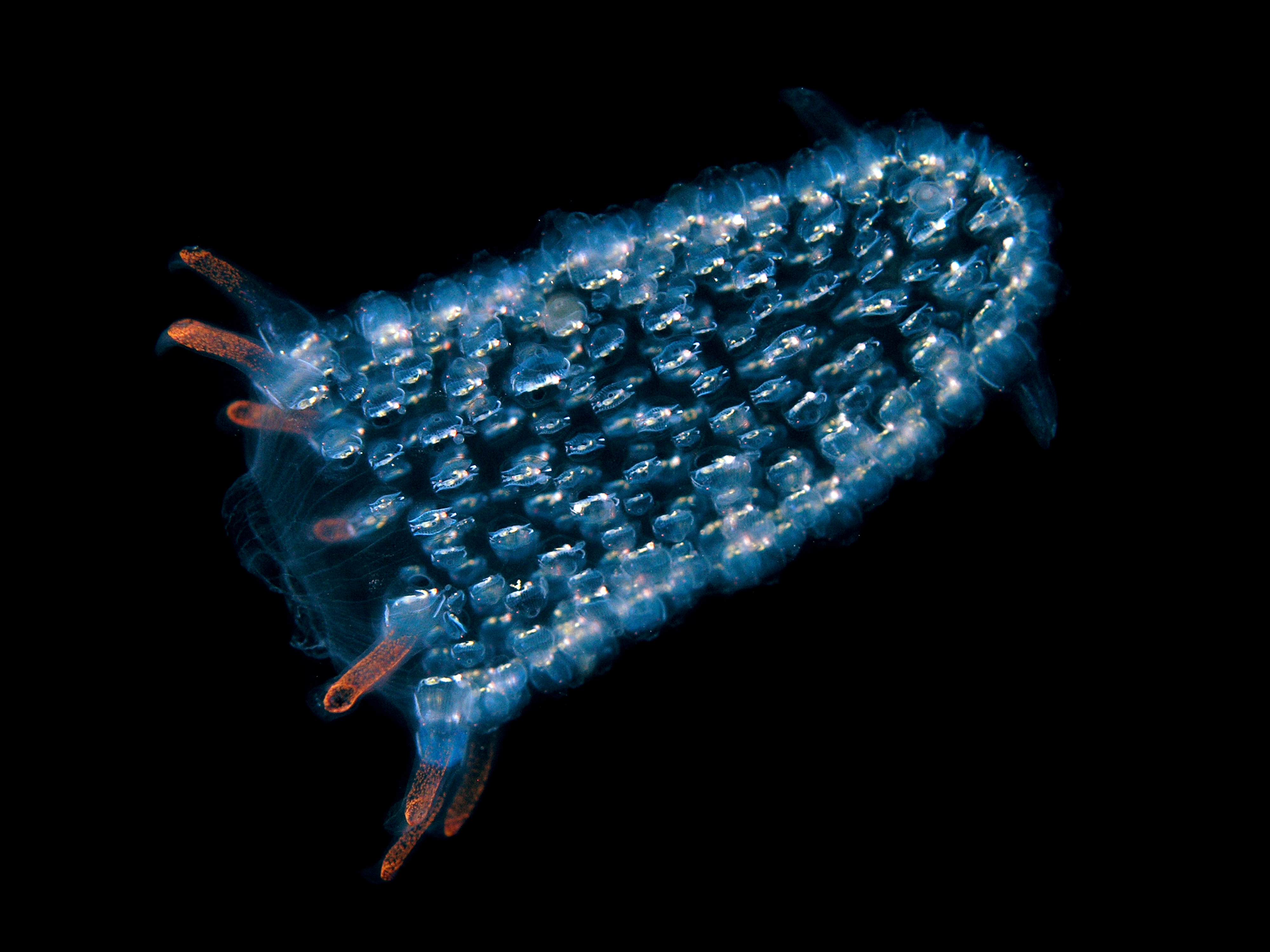
Колонія піросом
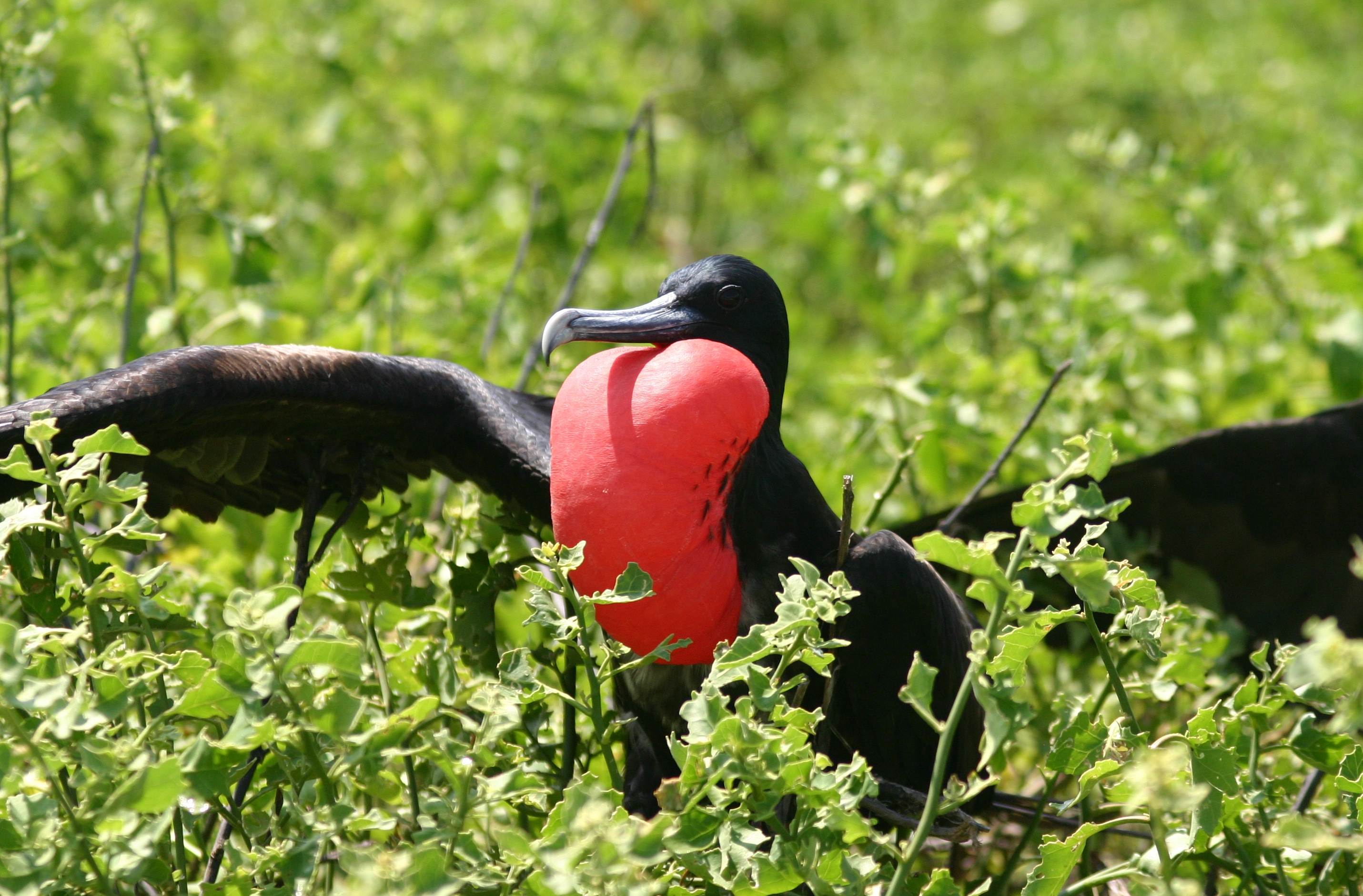
Фрегат самець
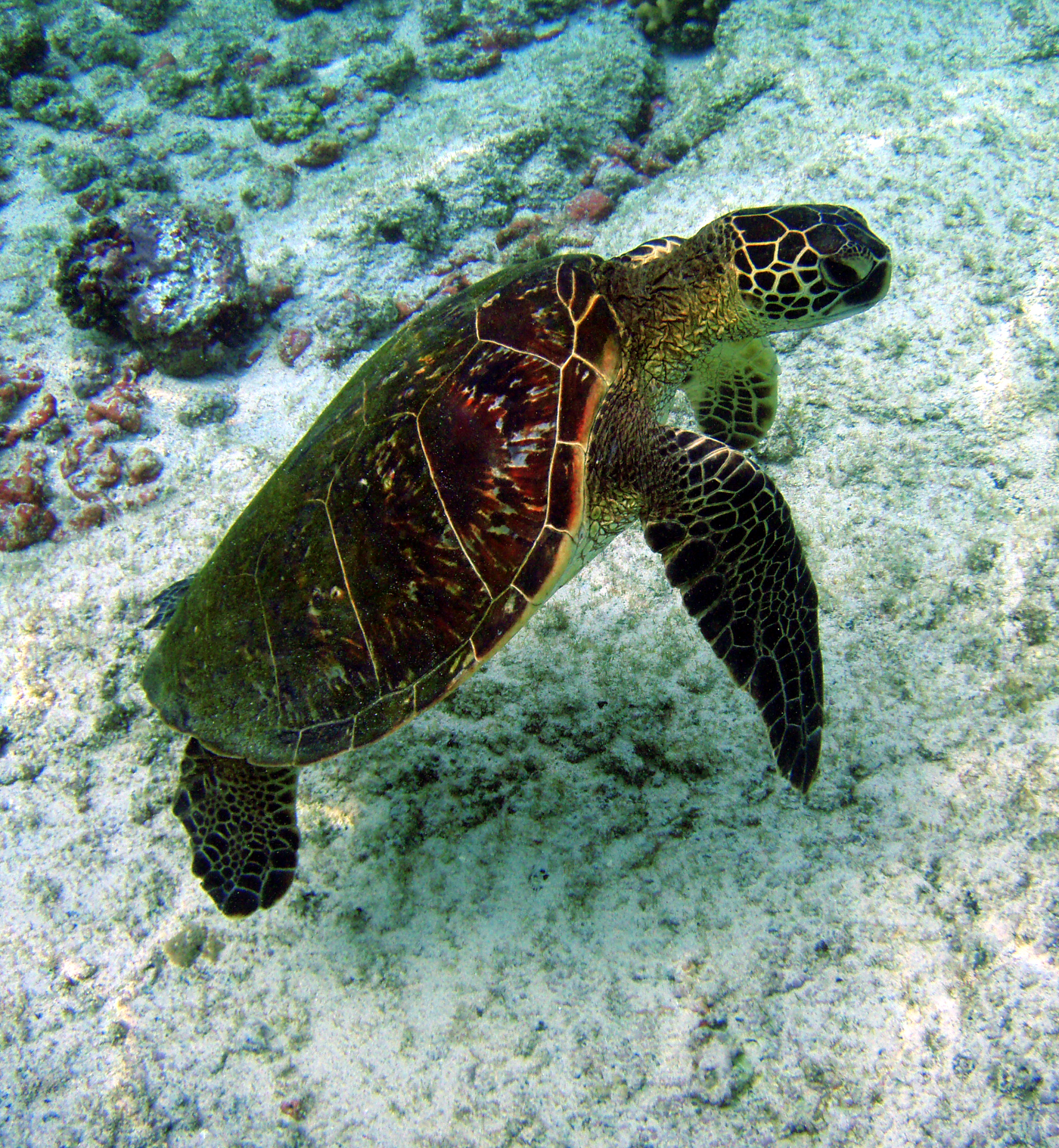
Гавайська зелена морська черепаха
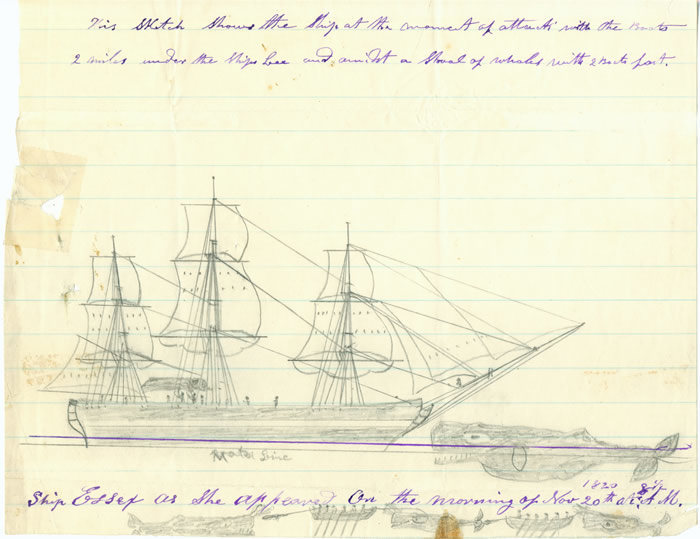
Китобійний шлюп «Ессекс»

## 4 серія. «Океан вулканів»
Телевізійний ефір у Великій Британії відбувся 31 травня 2009 року, телефільм переглянуло 2,29 млн телеглядачів (9,9 % загальної телеаудиторії).
«Океан вулканів» (англ. Ocean of Volcanoes). Епізод присвячений вулканізму та геологічній історії тисяч островів, що розкидані по акваторії океану. 11 % площі дна океану займають серединно-океанічні хребти, представлені Південнотихоокеанським і Східнотихоокеанським підняттями. Вони являють собою широкі, слабко розчленовані височини. Від основної системи відходять бічні відгалуження у вигляді Чилійського підняття і Галапагоської рифтової зони. Це сейсмічні смуги з частими поверхневими землетрусами і активною вулканічною діяльністю. Найбільш значущі хребти утворюють систему дугоподібних в плані піднять, що починаються на заході і закінчуються на південному-сході. Першу таку дугу утворює Гавайський хребет. У рифтовій зоні виявлені свіжі лави, металоносні осади, зазвичай пов'язані з гідротермальними джерелами, різноманітними чорними та білими курцями. Дном Тихого океану розсіяно близько 10 тис. окремих підводних гір, переважно вулканічного походження. Над поверхнею океану тисячі маленьких острівців. Майже всі вони облямовані кораловими спорудами. Кілька тисячоліть тому ці острови були горами, на схилах яких буяло життя. Тепер вони ледь підносяться смужками піщаних пляіжів над водами, які оточують їх.
- [2:00] Соломонові острови. Виверження підводного вулкану Кавачі.
- [3:30] Гавайські острови. Потоки лави вулкану Кілауеа утворюють нові порції суходолу. Першим колоністом на застиглих потоках лави стає рослина охеалехуа (Metrosideros polymorpha) — символ архіпелагу, яку запилюють гавайські медососи.
- [9:55] Первинні печери лавових трубок дають прихисток численним видам троглобіонтів: малооким великооким павукам, цвіркунам, цикадам, вуховерткам, багатоніжкам.
- [13:45] Галапагоські острови. Лавові трубки архіпелагу дають прихісток від тропічної спеки пташенятам галапагоських пінгвінів, а холодні навколишні води велику кількість поживи. Плямистолапий скельний краб полюбляє харчуватись малими беззахисними пінгвінятами.
- [18:00] Соломонові острови. Великоніг, представник інкубаторних птахів, відкладає яйця в теплий пісок поблизу вулкану.
- [19:50] Гавайські острови. Найвища гора планети земля — Мауна-Кеа. Піднесений колись ендогенною вулканічною діяльністю на 10 км від основи поступово осідає під власною вагою та еродується екзогенними силами. У снігах на верхів'ї Мануа-Кеа живуть сапрофаги — жуки векіу (Nysius wekiuicola).
- [22:05] Острови Товариства (Франція). Величні гострі піки сильно еродованих схилів колись активних вулканів облямовують вапнякові коралові рифи, що наростають за допомогою життєдіяльності поліпів. Серед коралів знаходять прихісток та поживу коралові риби, риби-леза, риби-голки, темнопері сірі акули. Морська зірка терновий вінок полює на коралові поліпи, на яку, в свою чергу, полює ріг тритона з класу черевоногі.
- [28:35] Риби-папуги, харчуючись коралами (до 5 тонн на рік), перетворюють їхні скелети на дрібний кораловий пісок.
- [29:55] Острів Бора-Бора з цього ж архіпелагу — типовий приклад згаслого вулкана посеред затишної лагуни із залишків кальдери, що поступово перетворюються на кораловий риф атолу. Риба-мандаринка — типовий мешканець затишних лагун. У протоках, що поєднують лагуни з відкритим океаном мешкають скат манта, люциан.
- [35:40] Туамоту (Франція). Острів Матаїва — наступний етап ерозії згаслого вулкану, кораловий атол з внутрішньою мілководною лагуною. Поступово він перетворюється на сильноеродований атол, подібний до величезного Рангіроа.
- [37:35] Риф Кінгмен (США) — підводні залишки майже повністю розмитого силою морських хвиль атолу. У навколишніх водах живуть 200 видів коралів, гігантські двостулкові тридакни, чорнопері рифові акули. Біоценоз коралового рифу знаходиться під охороною американського уряду. Над затоплюваними пляжами шниряють білий крячок та сині лорі-відлюдники.
- [42:40] Острови Палау, як приклад архіпелагу, що був утворений в результаті тектонічного надвигу Тихоокеанської літосферної плити на Філіппінську. Реліктове ізольоване Озеро Медуз, в якому останні зуміли утворити симбіоз з фотосинтезуючими водоростями, вижили й розмножуються в гігантській кількості. Відбувається своєрідна «евтрофікація» озера не рослинами, а кишковопорожнинними.

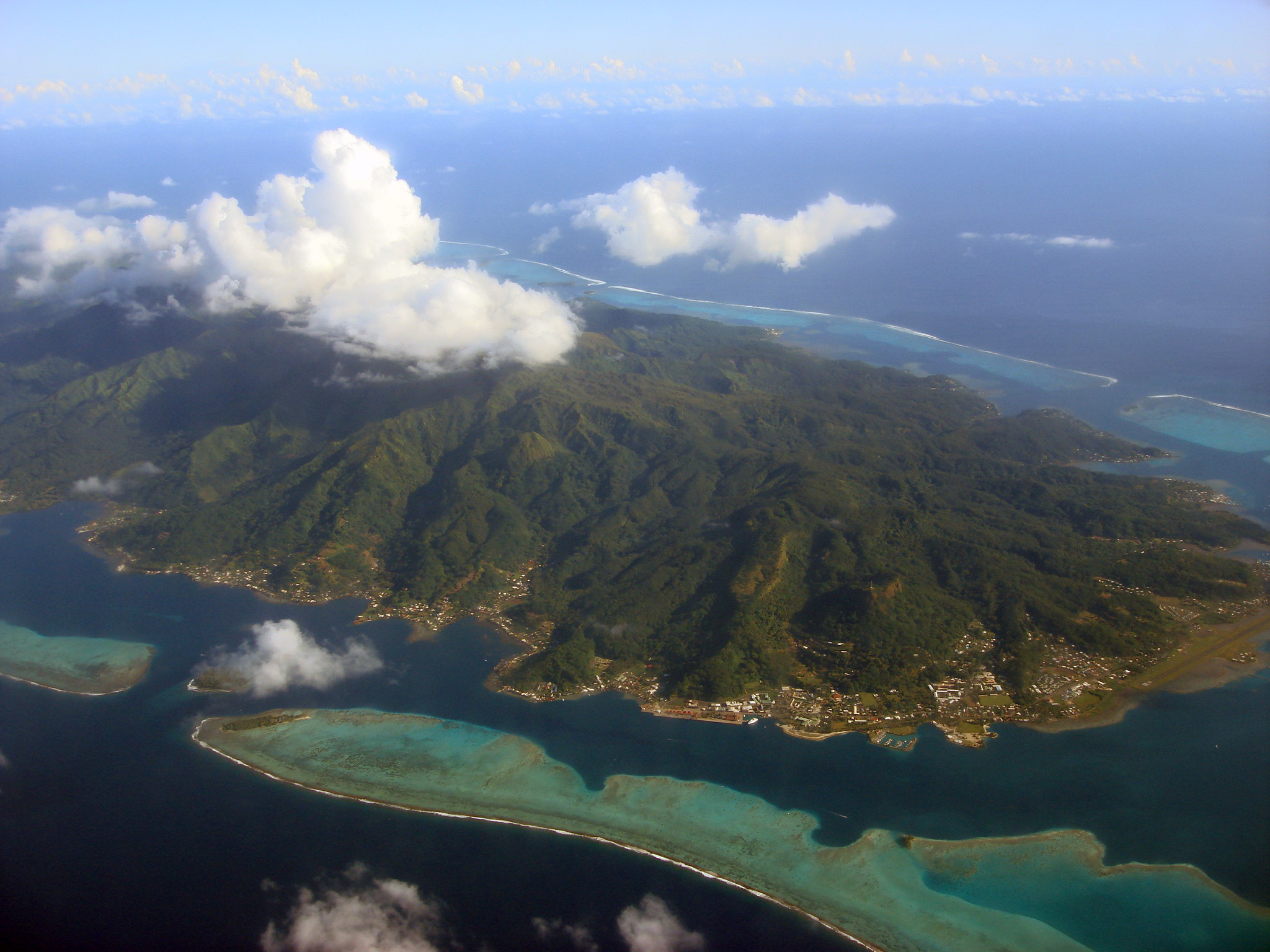
Практично всі острови Південної Пацифіки вулканічного походження
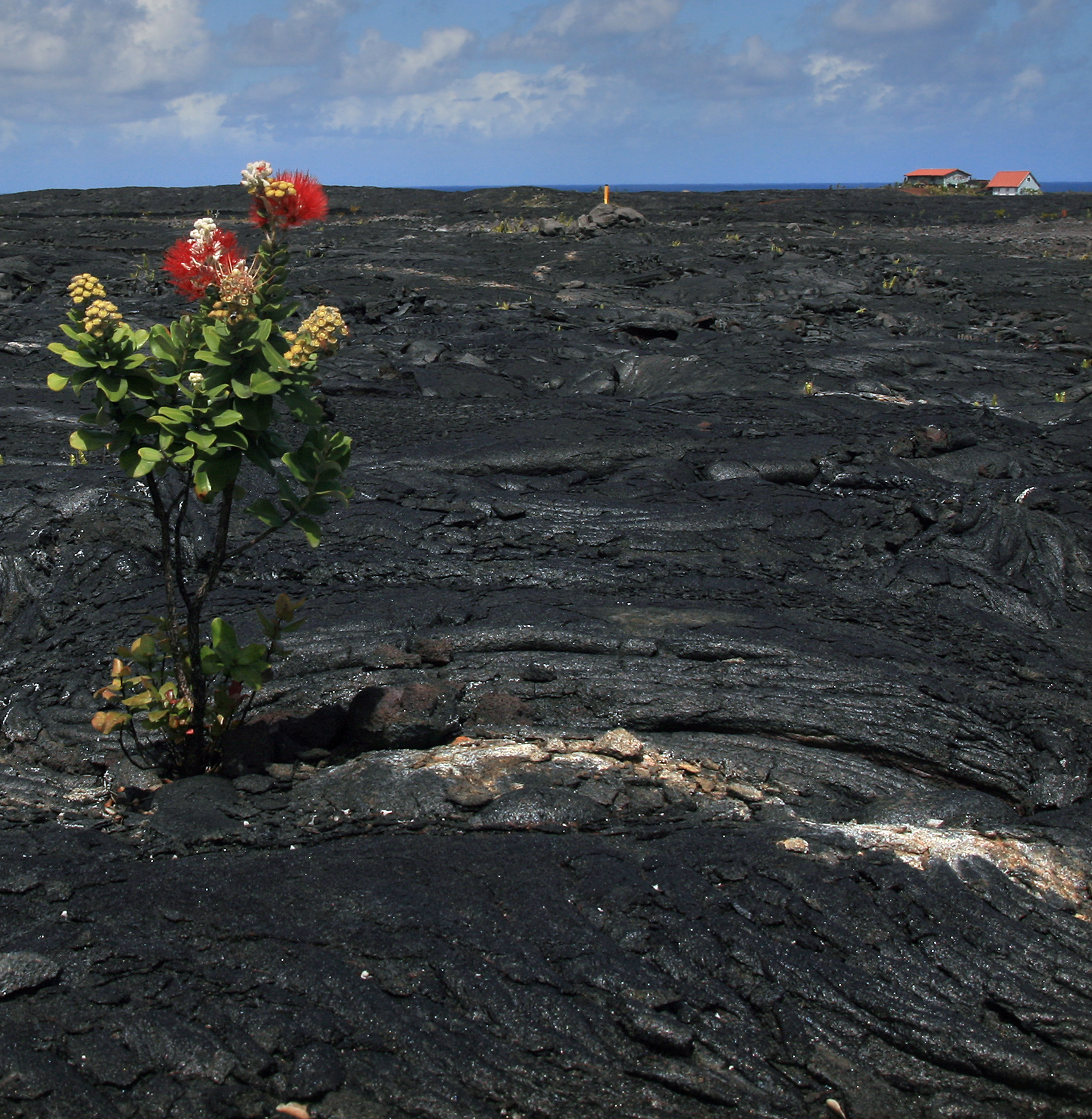
Охеалехуа на застиглому лавовому полі
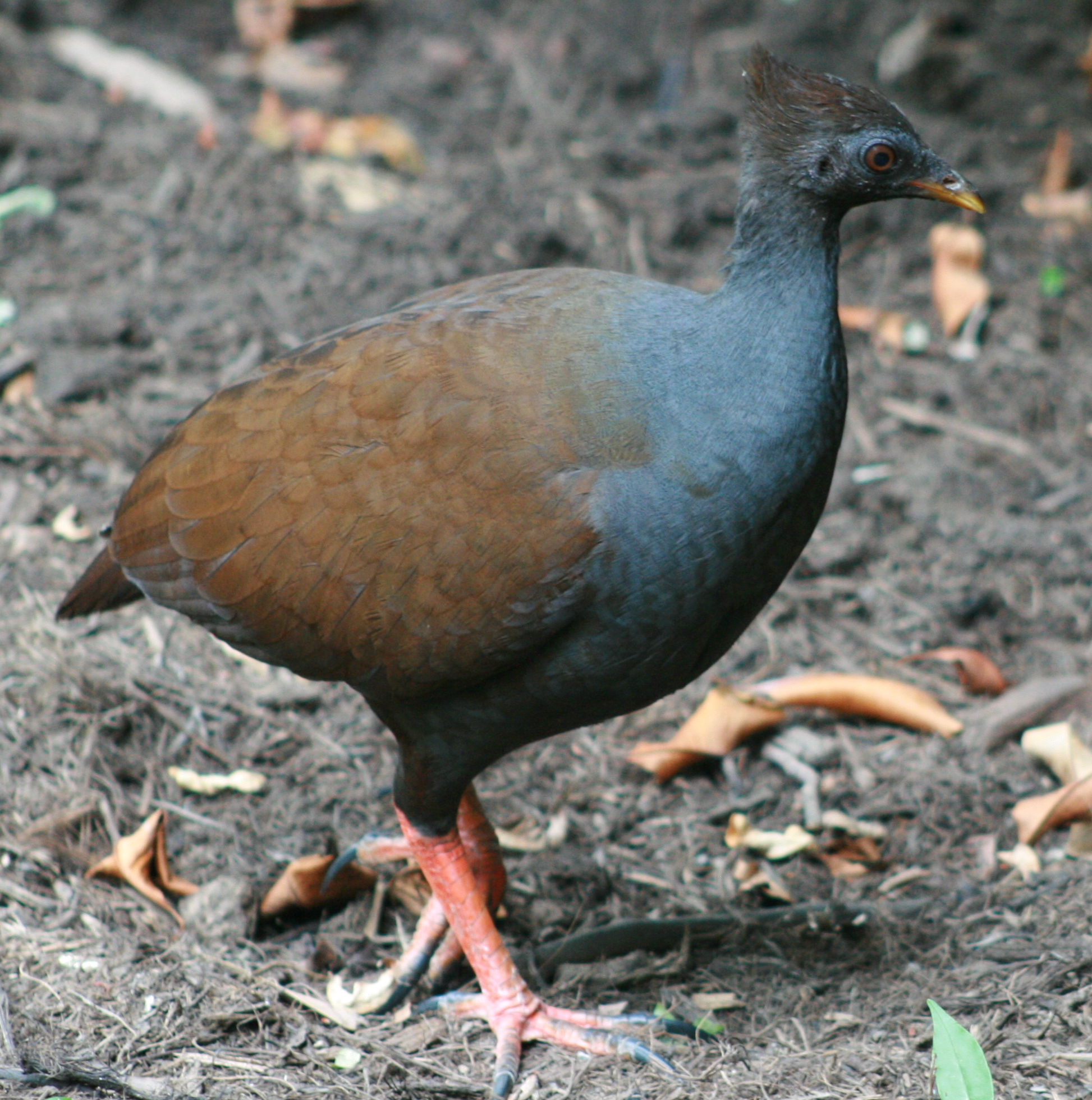
Великоніг
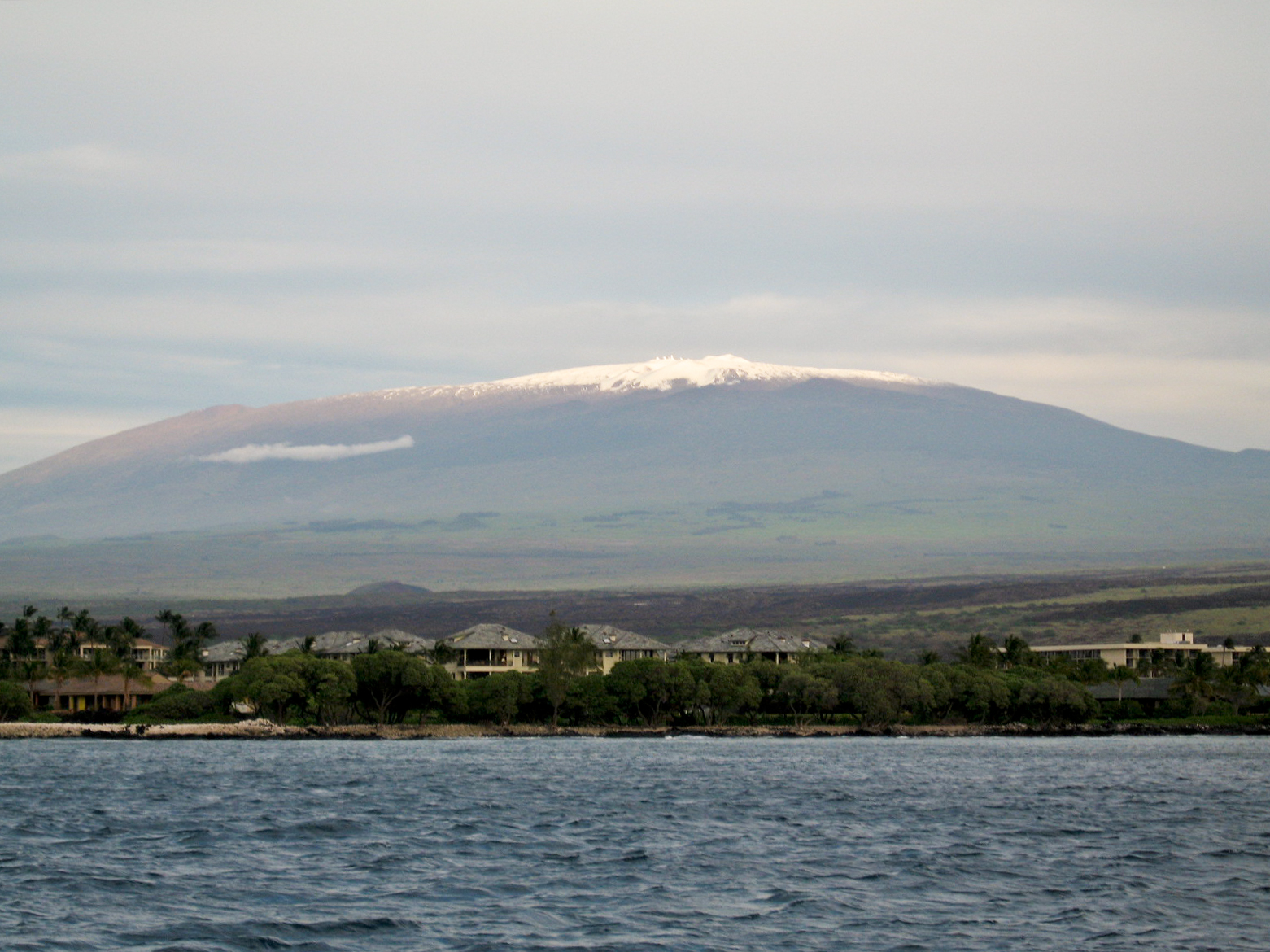
Мауна-Кеа, найбільша гора планети
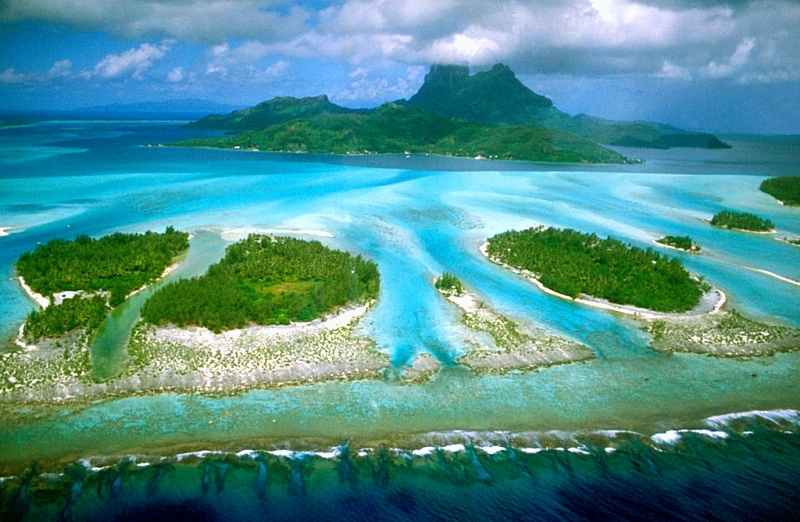
Лагунні протоки атолу Бора-Бора
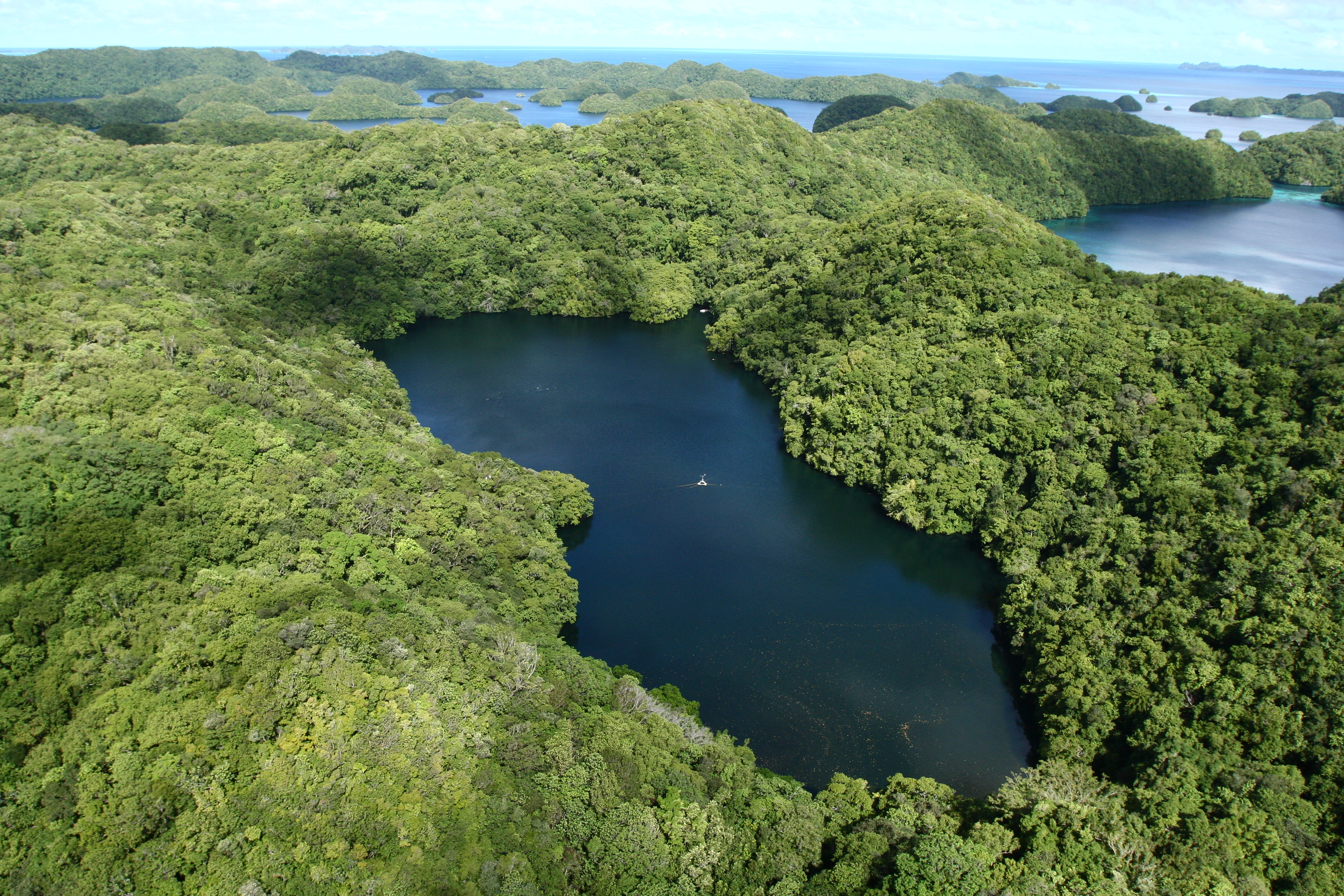
Озеро Медуз на Палау

## 5 серія. «Дивні острови»
Телевізійний ефір у Великій Британії відбувся 7 червня 2009 року, телефільм переглянуло 2,15 млн телеглядачів (8,7 % загальної телеаудиторії).
«Дивні острови» (англ. Strange Islands). Епізод присвячений дивовижним ендемікам островів Океанії та інтродукованим видам. На відірваних від світу віддалених тихоокеанських островах триває своє життя. Тварини там еволюціонують незвичайним і дивовижним чином: кенгуру лазять по деревах, а кажани риють собі нори. Проте проживання на цих дивних островах іноді дорого обходиться — з появою нових видів загострюється боротьба за виживання.
- [1:30] Нова Гвінея. Перша відеозйомка деревного валлабі — дингізо. Його було відкрито 1994 року. Він займає на острові екологічну нішу приматів.
- [4:20] Нова Каледонія (Франція). Нелітаючий птах кагу, на пташенят якого полює новокаледонський крук.
- [8:45] Соломонові острови. Мавпохвостий сцинк, великий рослиноїдний дереволаз. Показана місцева традиційна риболовля на острові Санта-Каталіна за допомогою повітряного змія на моток павутиння.
- [14:00] Гавайські острови (США). Чудовий приклад еволюційної радіації, на ізольованому архіпелазі з єдиного виду зяблика до 58 вузькоспеціалізованих. Так гавайські медоносці пристосувались до харчування нектаром місцевих рослин. Птах паліла спеціалізував свій дзьоб для різноманітних цілей, а найдивовижніший у акеа-палау.
- [16:25] Нова Зеландія — край різноманітних ландшафтів і чудернацьких ендеміків. Папуга кеа живе серед альпійських лук, а чубатий пінгвін Вікторії у вологих лісах деревовидої папороті. Малий футляроклир, був єдиним представником класу ссавців на архіпелазі до появи тут людини. Харчується великими безкрилими комахами вета.
- [23:55] Найбільша папуга планети (вага до 4 кг), какапо, займає екологічну нішу кролів. Австралійський посум, інвазивний вид, що заполонив ліси архіпелагу та витіснив какапо.
- [29:35] Острів Стівенс (Такапоурева) — прихисток для реліктового плазуна туатари (гатерії), що може робити один подих за час, й могила вимерлого нелітаючого стівенського волового очка.
- [34:20] Ліси гігантських каурі Північного острова, в яких більше не живуть моа та інші види птахів, від яких залишились лише архівні аудіозаписи. Найбільше каурі — «Танемахута».
- [37:05] Інтродуковані тварини: східноафриканський хамелеон Джексона, індійський білопоперечний дрізд-шама та мангуста, північноамериканський північний кардинал, соловейко китайський, японська білоочка, європейська лань та інші.
- [39:00] Вануату. Традиційне свято вануатійців — «тока».
- [42:30] Острів Пасхи (Рапануї). Історія переексплуатації природних ресурсів острова, колись вкритого пальмовими лісами й пташиними базарами, та деградація цивілізації рапануйців, що зводила величні моаї, менш ніж за тисячу років до канібалізму.

Дингізо
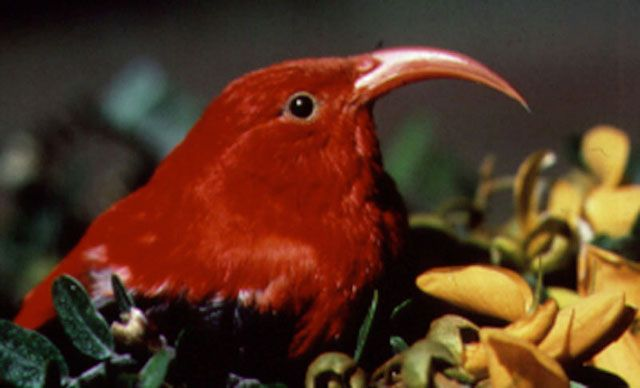
Гавайська чорно-червона квітникарка
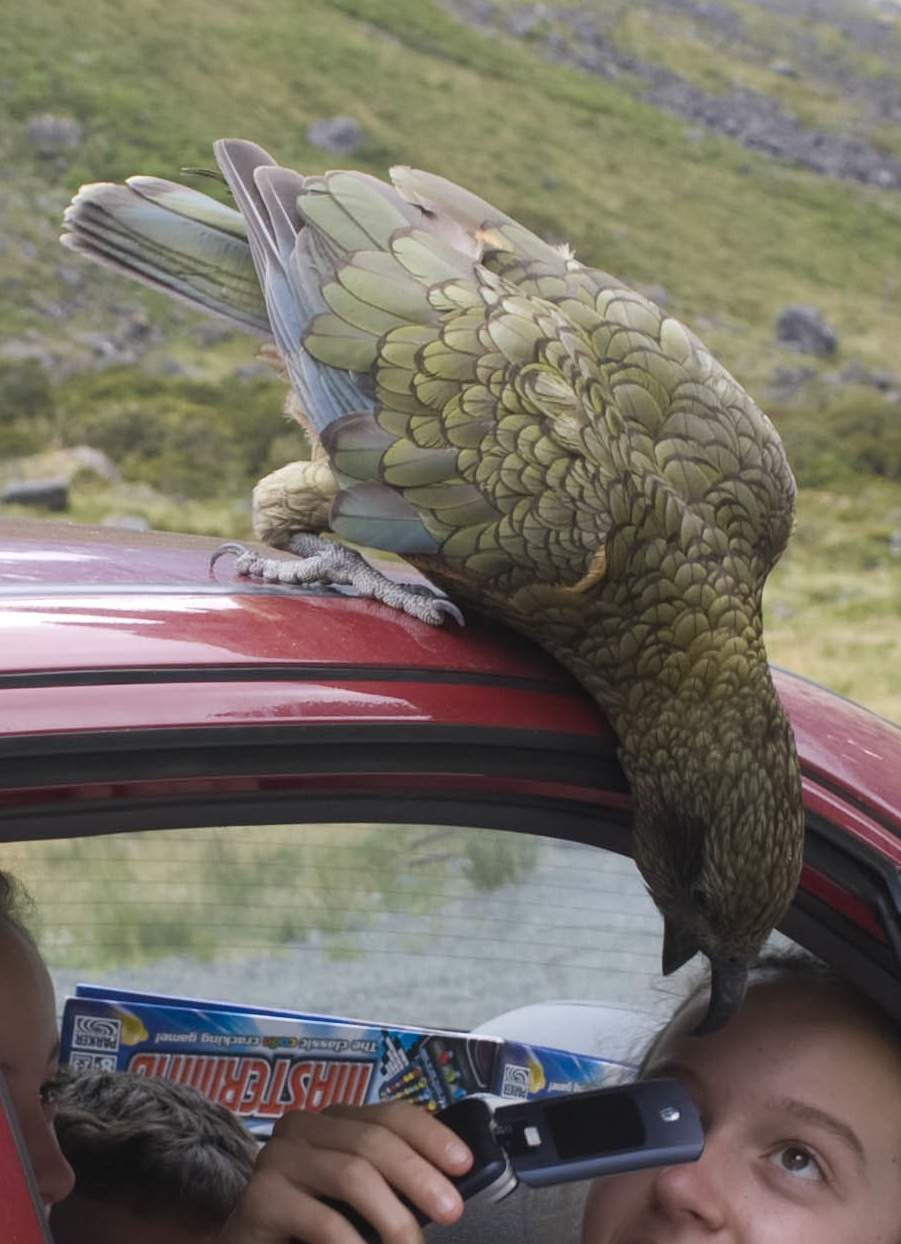
Допитливий кеа
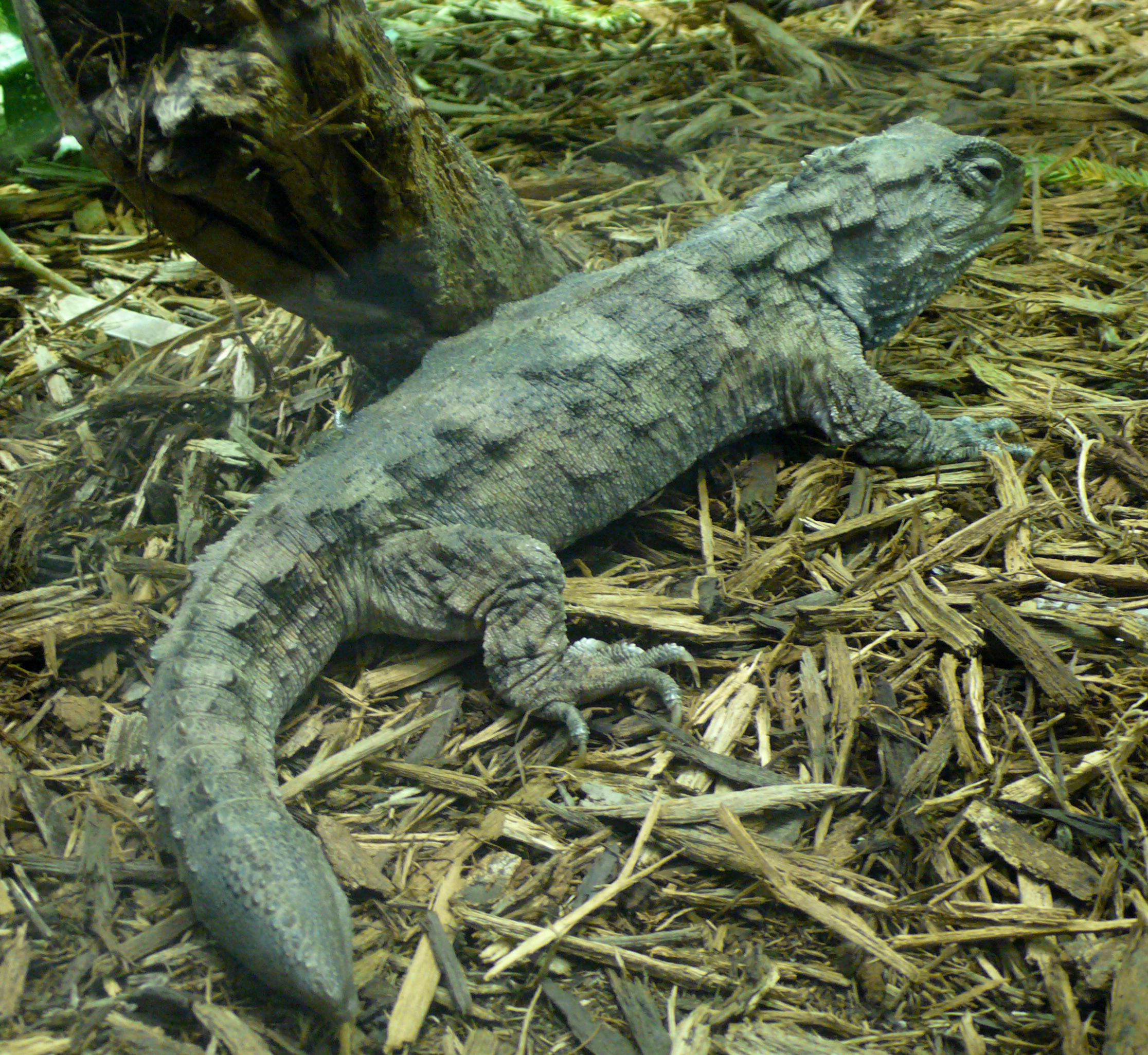
Туатара
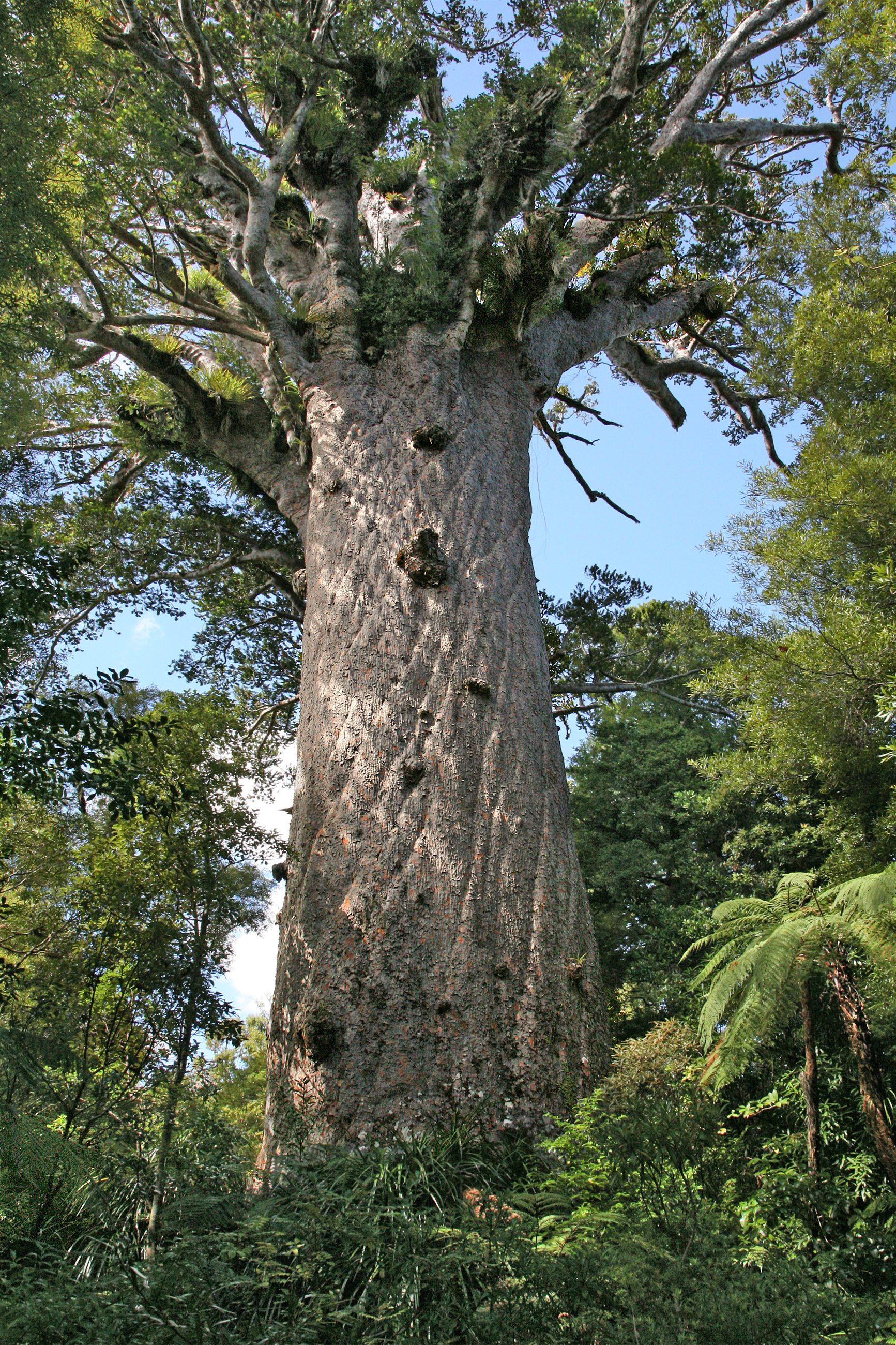
Каурі «Танемахута»
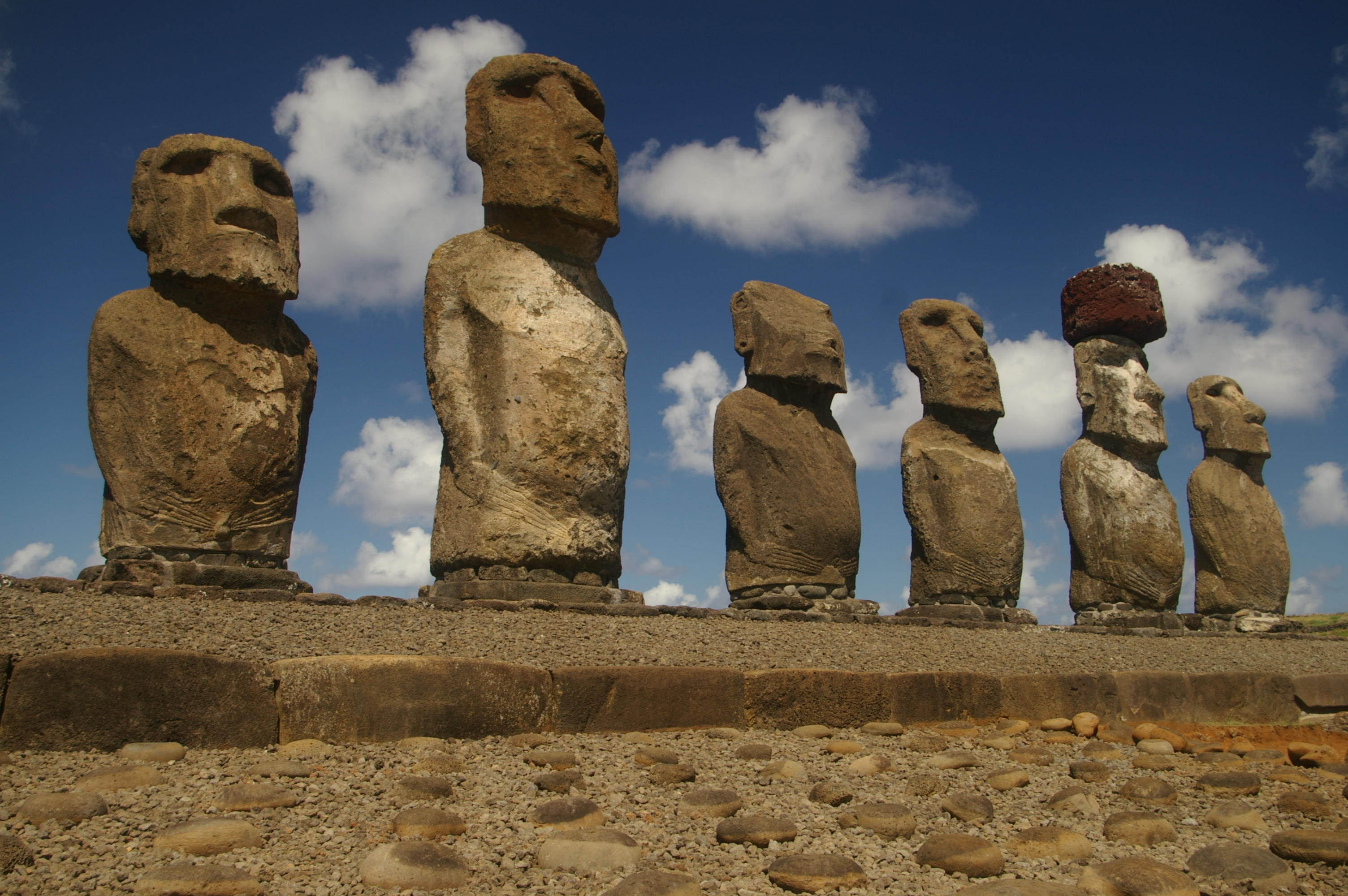
Моаї острова Пасхи

## 6 серія. «Крихкий рай»
Телевізійний ефір у Великій Британії відбувся 14 червня 2009 року, телефільм переглянуло 1,19 млн телеглядачів (9,4 % загальної телеаудиторії).
«Крихкий рай» (англ. Fragile Paradise). Епізод присвячений проблемам недбалого використання природних ресурсів океану й пов'язаними з цим екологічними проблемами. У глибинах Тихого океану таїться надзвичайний прекрасний і загадковий світ, практично невідомий людям. З кожним днем зростає список видів, що зникають. У заключній серії підіймається проблема порятунку таких видів, з метою збереження крихкого раю на Землі.
- [1:45] Історія знищення й відновлення популяції горбатих китів.
- [4:20] Проблема Тувалу як локальний прояв глобального підвищення рівня вод Світового океану.
- [6:20] Проблема підкислення океанічних вод через промислові викиди оксидів вуглецю. Морські метелики як жертва цього процесу.
- [8:50] Проблема перевилову риби. Традиційна риболовля на Фіджі вже неможлива без штучного розведення коралових рифів. Показана промислова риболовля на вудку смугастого тунця.
- [17:21] Проблема винищення акул заради їхніх плавців. Щорічно гине 70 млн особин. Величезні зграї акул-молотів залишились лише поблизу Галапагосів.
- [19:15] Проблема масової загибелі альбатросів через рибальські наживки.
- [25:30] Туристична атракція з годування акул (вусаті акули-няньки, шестизяброві) в затоці Бека на островах Фіджі.
- [30:05] Контраст площі природозахисних акваторій у Південній Пацифіці загалом (1 %) із станом в Новій Зеландії (більше 50 % території країни взято під охорону).
- [30:45] Проблема риболовлі у міжнародних водах відкритого моря на заході Тихого океану. Судно «Есперанса» природозахисної організації Грінпіс патрулює ці зони.
- [34:25] Тихоокеанський жовтоперий тунець як представник мігруючих видів риб. Супутніми жертвами його промислового вилову стають морські черепахи, як й інші морські організми, що застрягають в неводі. Індустрія промислового вилову тунця: 4 млн тонн на рік, 8 млрд доларів США.
- [43:20] Найбільший у світі сейнер, іспанський «Альбатун». На контрасті показана екологічна промислова риболовля на вудку. Перед глядачем ставляться питання про спадщину яку ми залишимо прийдешнім поколінням.

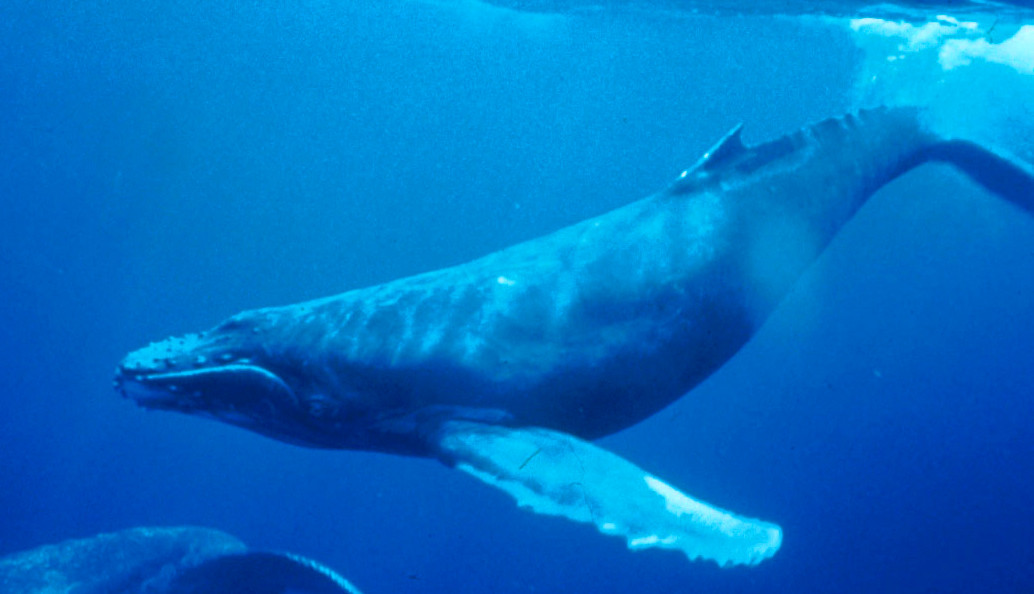
HumpbackWhaleBreaching.jpg
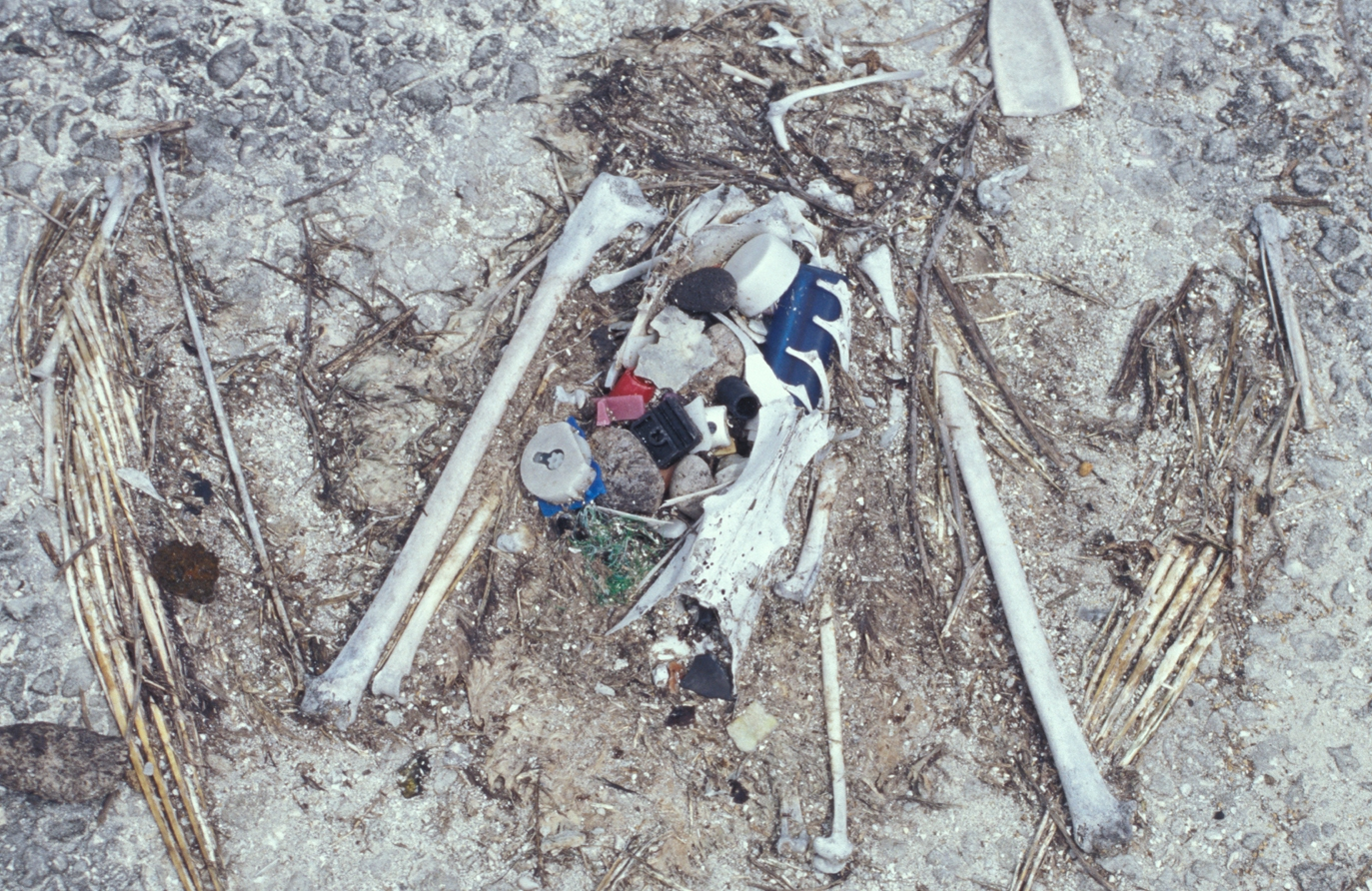
Пластикові «нутрощі» загиблого альбатроса
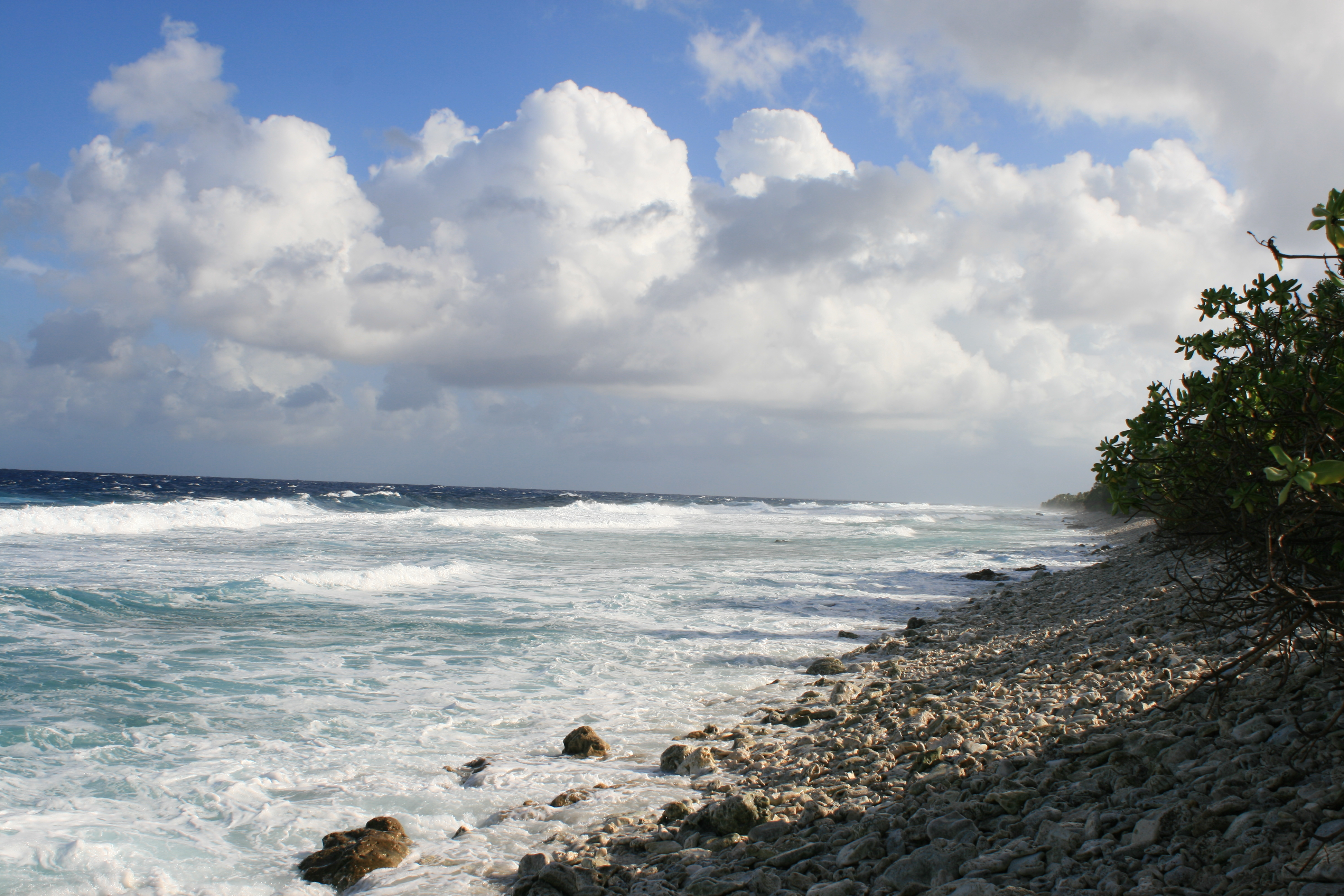
Морський прибій на атолі Фунафуті (Тувалу)
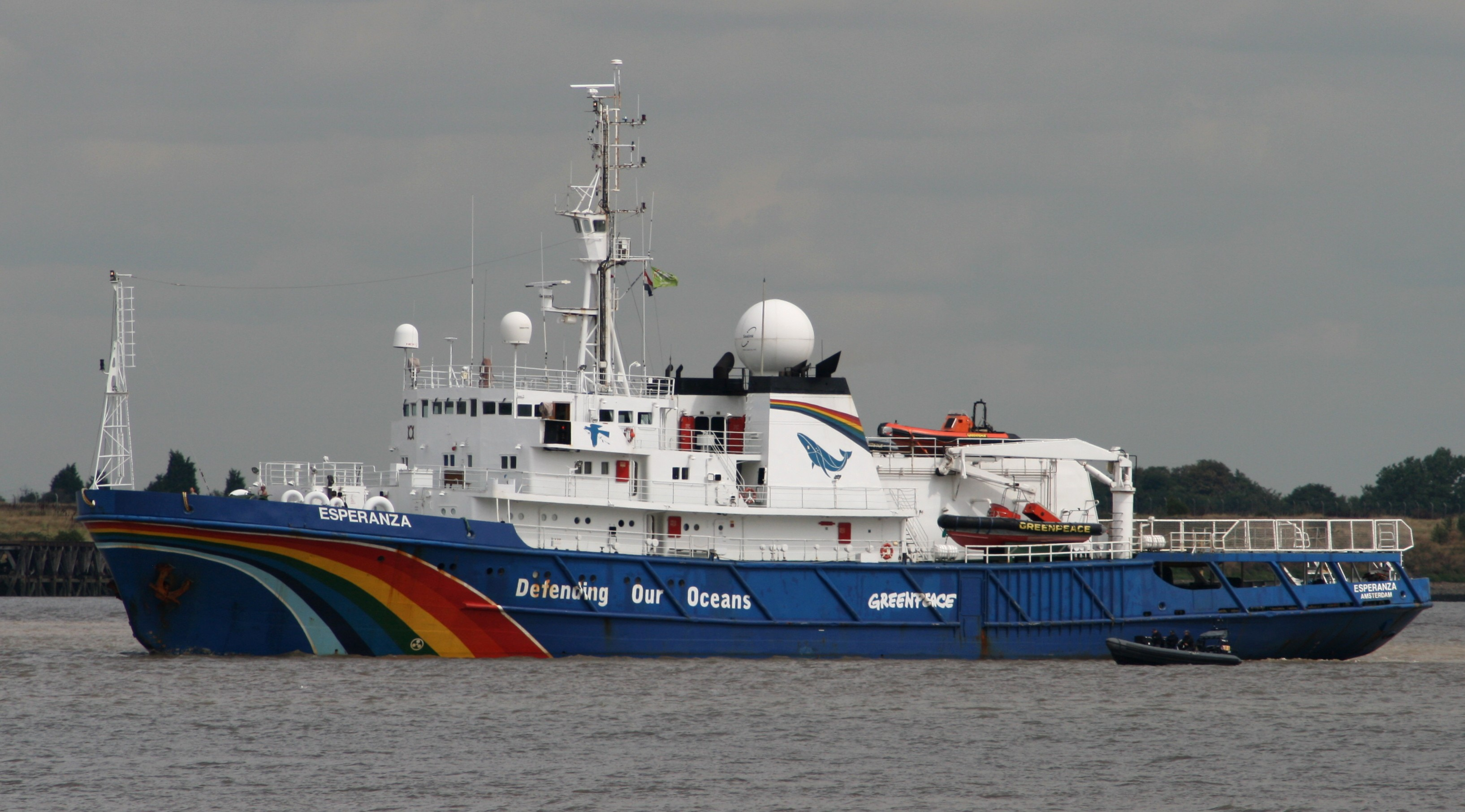
MV Esperanza
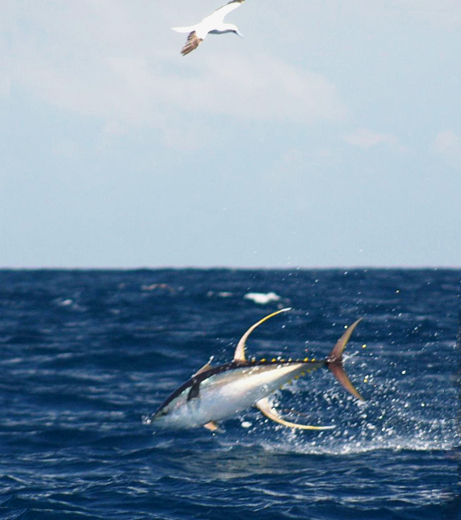
Жовтоперий тунець